# Liste der Biografien/Hut
Liste der Biografien |
Portal Biografien |
Personensuche
# |
A |
B |
C |
D |
E |
F |
G |
H |
I |
J |
K |
L |
M |
N |
O |
P |
Q |
R |
S |
T |
U |
V |
W |
X |
Y |
Z |
?
 
Ha |
Hd |
He |
Hi |
Hj |
Hk |
Hl |
Hm |
Hn |
Ho |
Hr |
Hs |
Ht |
Hu |
Hv |
Hw |
Hy
 
Hua |
Hub |
Huc |
Hud |
Hue |
Huf |
Hug |
Huh |
Hui |
Huj |
Huk |
Hul |
Hum |
Hun |
Huo |
Hup |
Huq |
Hur |
Hus |
Hut |
Huu |
Huv |
Huw |
Hux |
Huy |
Huz
Die Liste der Biografien führt alle Personen auf, die in der deutschsprachigen Wikipedia einen Artikel haben. Dieses ist eine Teilliste mit 621 Einträgen von Personen, deren Namen mit den Buchstaben „Hut“ beginnt.

## Hut
- Hut, Arjan (* 1976), friesischer Dichter und Autor
- Hut, Hans († 1527), Täufer in Süddeutschland und Österreich
- Hut, Nikolaus, Domherr zu Lübeck und Schwerin
- Hut, Piet (* 1952), niederländischer Physiker
- Hut, Tayfun (* 1967), türkischer Fußballspieler und -trainer

### Huta
- Huta Galung, Jesse (* 1985), niederländischer Tennisspieler
- Huta, Klea (* 1993), albanische Schauspielerin, Moderatorin und Sängerin
- Hutar, Aljaksandr (* 1989), belarussischer Fußballtorhüter
- Hutarowitsch, Jauheni (* 1983), belarussischer Radrennfahrer

### Hutc
- Hutcap, Christiane, deutsche Geigerin und Musikprofessorin
- Hutch, Willie (1944–2005), US-amerikanischer Sänger und Musikproduzent
- Hutchcroft, Thomas, britischer Mathematiker
- Hutchence, Michael (1960–1997), australischer Sänger der australischen Rockband INXSMichael Hutchence (1960–1997)

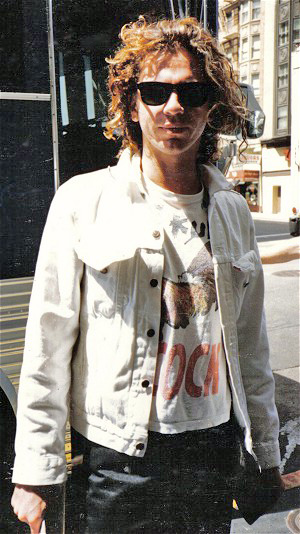
Michael Hutchence (1960–1997)

- Hutchenrider, Clarence (1908–1991), US-amerikanischer Jazz-Saxophonist und Klarinettist
- Hutchens, Cyril (1904–1982), australischer Politiker, Abgeordneter und Minister
- Hutchens, Frank (1892–1965), neuseeländischer Komponist
- Hutchens, Frank Townsend (1869–1937), US-amerikanischer Maler und Grafiker
- Hutchens, Paul (1902–1977), US-amerikanischer Wanderprediger und Autor
- Hutcheon, Linda (* 1947), kanadische Literaturtheoretikerin
- Hutcherson, Bobby (1941–2016), US-amerikanischer Jazzvibraphonist
- Hutcherson, Dick (1931–2005), US-amerikanischer Autorennfahrer
- Hutcherson, Josh (* 1992), US-amerikanischer FilmschauspielerJosh Hutcherson (* 1992)

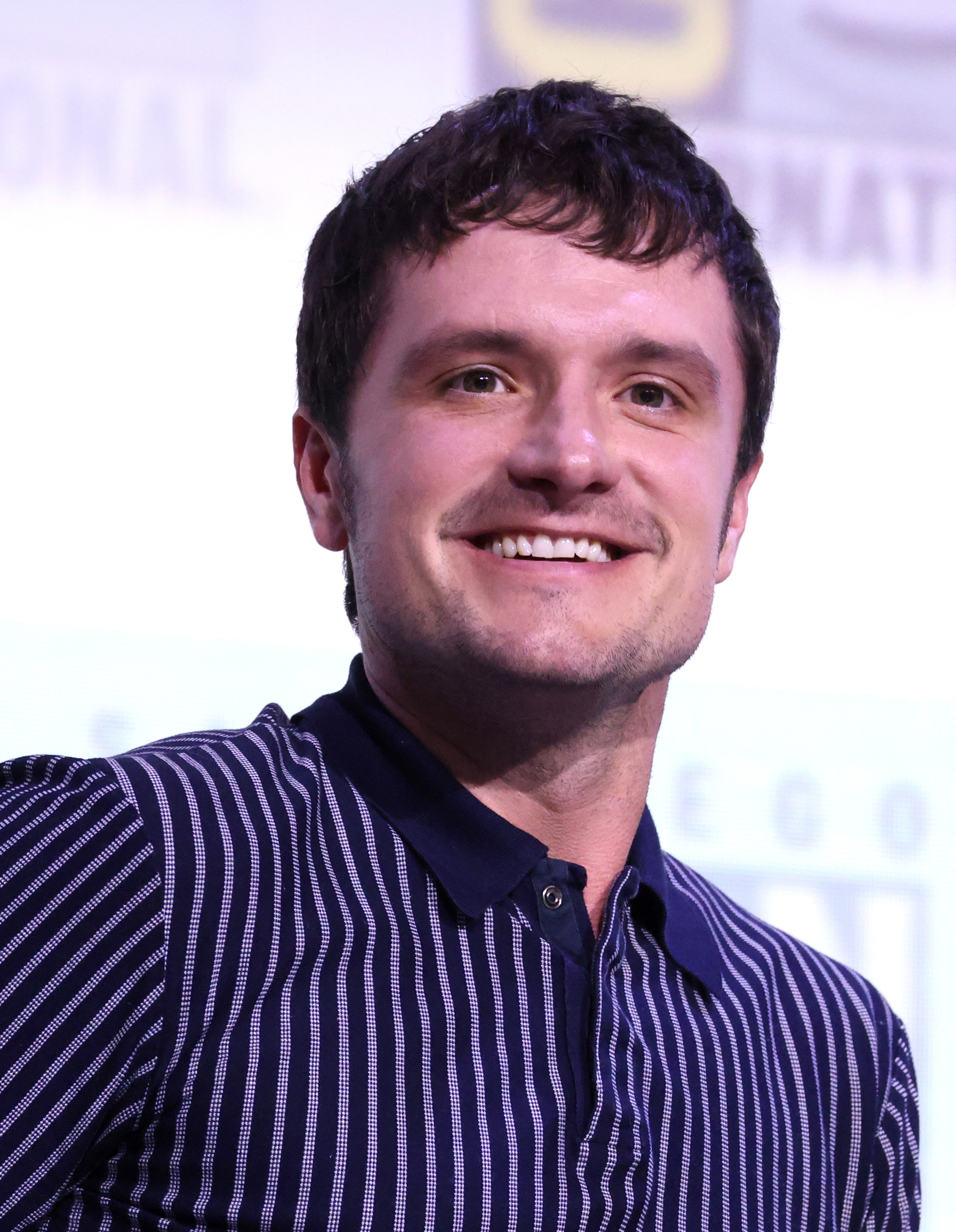
Josh Hutcherson (* 1992)

- Hutcheson, Alex, schottischer Fußballspieler
- Hutcheson, Ernest (1871–1951), australischer Pianist, Musikpädagoge und Komponist
- Hutcheson, Francis (1694–1746), irischer Philosoph und Ökonom
- Hutcheson, Jere (* 1938), US-amerikanischer Komponist und Musikpädagoge
- Hutcheson, Joseph Chappell (1842–1924), US-amerikanischer Politiker
- Hutcheson, Martha Brookes (1871–1959), US-amerikanische Landschaftsarchitektin
- Hutcheson, Zac (* 1997), kanadischer Volleyballspieler
- Hutchin, Claire E. junior (1916–1980), US-amerikanischer Militär, Generalleutnant der US Army
- Hutchings, Alexander (* 1991), englischer Badmintonspieler
- Hutchings, Ashley (* 1945), englischer Folkrock-Sänger und -Bassist
- Hutchings, Geoffrey (1939–2010), britischer Schauspieler
- Hutchings, Graham (* 1951), britischer, auf Katalyseforschung spezialisierter Chemiker
- Hutchings, Logan (* 1984), neuseeländischer Radrennfahrer
- Hutchings, Shabaka (* 1984), britischer Jazzmusiker (Tenorsaxophon, Klarinette, Komposition)Shabaka Hutchings (* 1984)

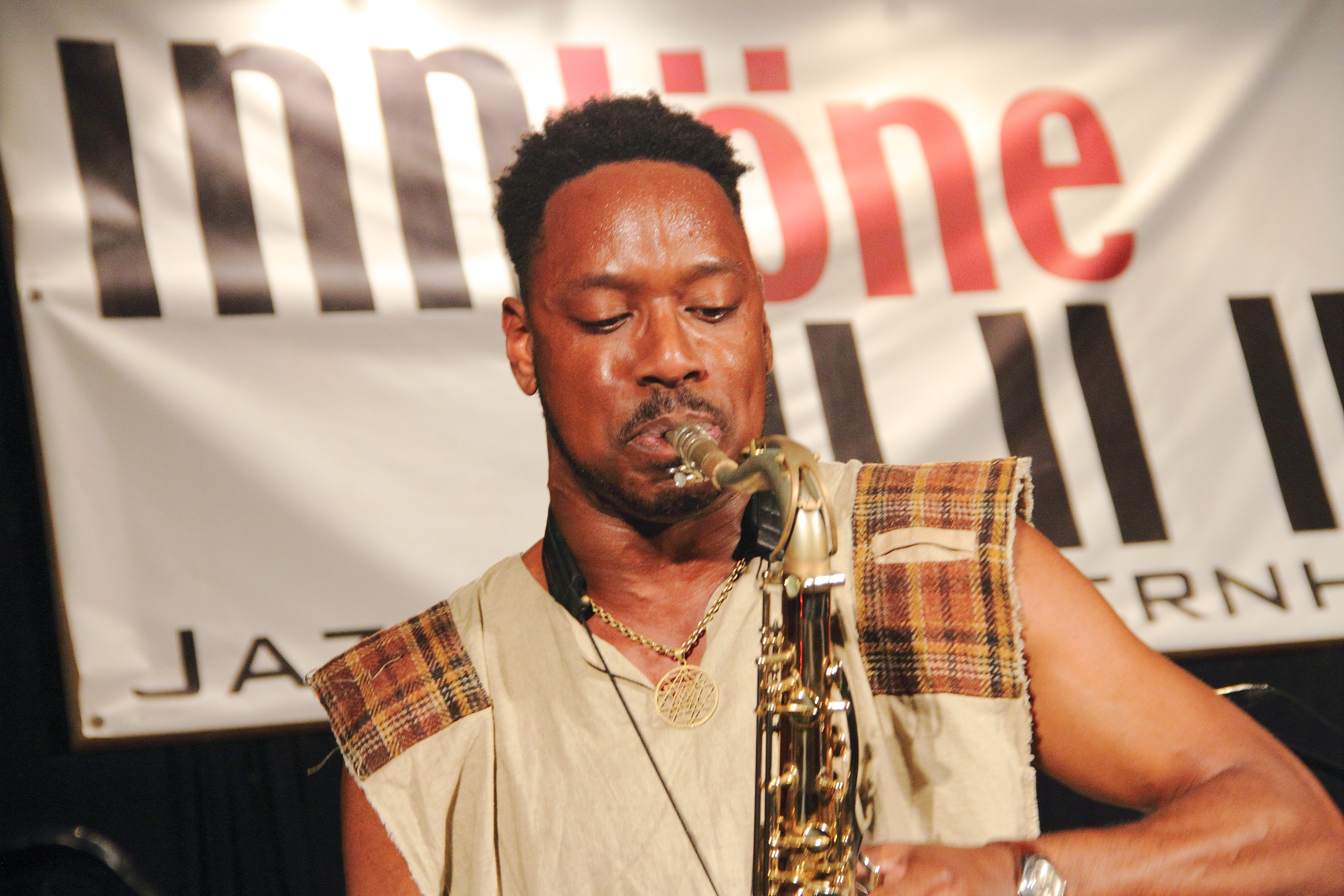
Shabaka Hutchings (* 1984)

- Hutchings, Tim (* 1958), britischer Leichtathlet
- Hutchins, Bobby (1925–1945), US-amerikanischer Schauspieler
- Hutchins, Ellen (1785–1815), irische Botanikerin
- Hutchins, Halyna (1979–2021), ukrainisch-US-amerikanische Kamerafrau und Journalistin
- Hutchins, Jack (1926–2008), kanadischer Mittelstreckenläufer und Sprinter
- Hutchins, John (1812–1891), US-amerikanischer Politiker (Republikanische Partei)
- Hutchins, Levi (1761–1855), amerikanischer Uhrmacher
- Hutchins, Marcus (* 1994), britischer Computersicherheitsforscher
- Hutchins, Maude (1899–1991), US-amerikanische Schriftstellerin
- Hutchins, Pat (1942–2017), britische Illustratorin und Kinderbuchautorin
- Hutchins, Robert Maynard (1899–1977), US-amerikanischer Bildungstheoretiker
- Hutchins, Ross (* 1985), britischer Tennisspieler
- Hutchins, W. John (1939–2021), britischer Sprachwissenschaftler
- Hutchins, Waldo (1822–1891), US-amerikanischer Jurist und Politiker
- Hutchins, Wells A. (1818–1895), US-amerikanischer Politiker
- Hutchins, Will (1930–2025), US-amerikanischer Schauspieler
- Hutchinson, Aidan (* 2000), US-amerikanischer American-Football-SpielerAidan Hutchinson (* 2000)

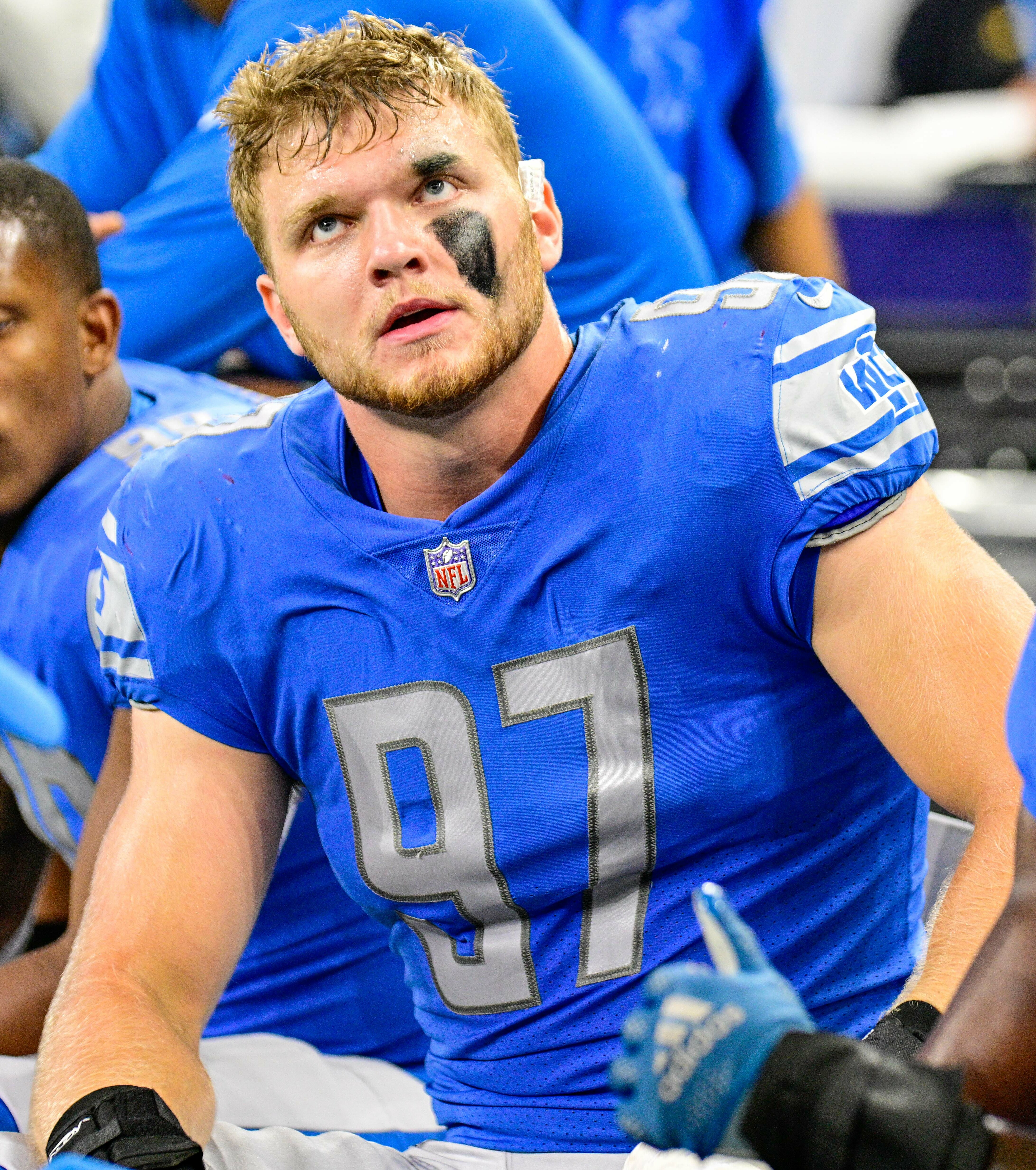
Aidan Hutchinson (* 2000)

- Hutchinson, Alain (* 1949), belgischer Politiker (PS), MdEP
- Hutchinson, Alexander (1764–1853), US-amerikanischer Geschäftsmann und Politiker, der State Auditor von Vermont war
- Hutchinson, Allen (1855–1929), englischer Bildhauer
- Hutchinson, Andrew (* 1980), US-amerikanischer Eishockeyspieler
- Hutchinson, Anne (1591–1643), englische Puritanerin und Kolonistin in Massachusetts in Nordamerika
- Hutchinson, Asa (* 1950), US-amerikanischer Politiker (Republikanische Partei)
- Hutchinson, Ashley (* 1979), australischer Radrennfahrer
- Hutchinson, Atiba (* 1983), kanadischer FußballspielerAtiba Hutchinson (* 1983)

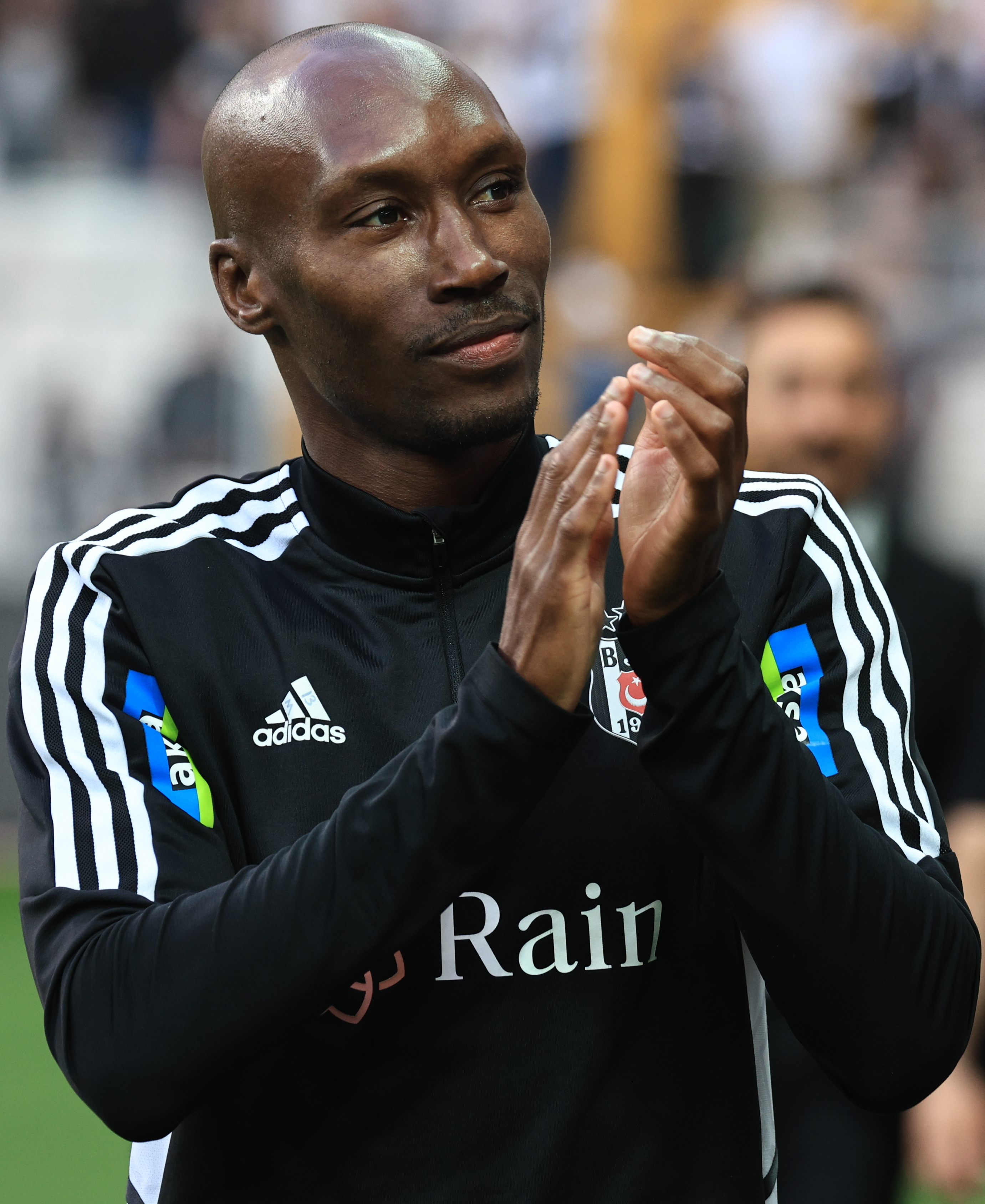
Atiba Hutchinson (* 1983)

- Hutchinson, Ayanna (* 1978), Leichtathletin aus Trinidad und Tobago
- Hutchinson, Bob (* 1955), englischer Fußballspieler
- Hutchinson, Cassidy (* 1996), US-amerikanische Regierungsmitarbeiterin
- Hutchinson, Edward (1914–1985), US-amerikanischer Politiker
- Hutchinson, Elijah C. (1855–1932), US-amerikanischer Politiker
- Hutchinson, Eric (* 1965), australischer Politiker (Liberal Party of Australia)
- Hutchinson, Ernest N. (1864–1938), US-amerikanischer Politiker
- Hutchinson, Geoffrey, Baron Ilford (1893–1974), britischer Politiker, Mitglied des House of Commons, Offizier und Manager
- Hutchinson, George Evelyn (1903–1991), englischer Limnologe und Ökologe
- Hutchinson, Grant (* 1989), nordirischer Fußballspieler
- Hutchinson, Gregory (* 1957), britischer Gräzist und Regius Professor of Greek der Universität Oxford
- Hutchinson, Gregory (* 1970), amerikanischer Jazzmusiker
- Hutchinson, Henry Neville (1856–1927), britischer Geistlicher und populärwissenschaftlicher Autor
- Hutchinson, Holly (* 1997), britische Tennisspielerin
- Hutchinson, Ian (1948–2002), englischer Fußballspieler
- Hutchinson, Ian (* 1979), englischer MotorradrennfahrerIan Hutchinson (* 1979)

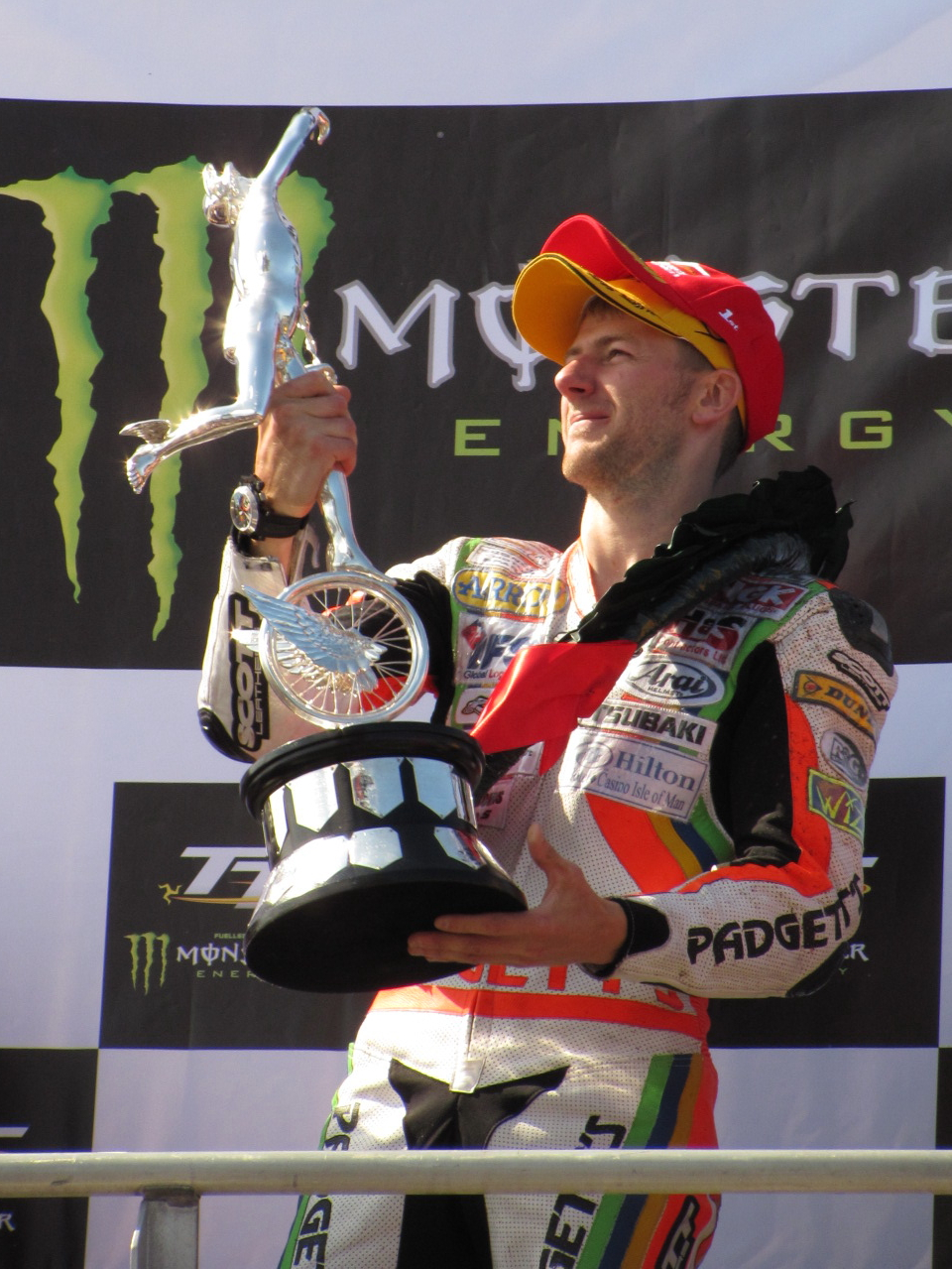
Ian Hutchinson (* 1979)

- Hutchinson, Ian W. (* 1927), australischer Badmintonspieler
- Hutchinson, J. H. (1864–1930), US-amerikanischer Politiker
- Hutchinson, Jeremy (1915–2017), britischer Politiker (Liberal Democrats)
- Hutchinson, Jiver (1906–1959), jamaikanischer Bandleader und Jazz-Trompeter
- Hutchinson, John (1615–1664), englischer Militär und Politiker
- Hutchinson, John (1830–1887), US-amerikanischer Jurist und Politiker
- Hutchinson, John (1884–1972), britischer Botaniker
- Hutchinson, John (* 1979), maltesischer Fußballspieler
- Hutchinson, John G. (1935–2024), US-amerikanischer Politiker
- Hutchinson, John Irwin (1867–1935), US-amerikanischer Mathematiker
- Hutchinson, John W. (* 1939), US-amerikanischer Ingenieur
- Hutchinson, Jonathan (1828–1913), englischer Chirurg, Dermatologe und Pathologe
- Hutchinson, Joseph (1852–1928), irischer Politiker
- Hutchinson, Joseph (1902–1988), britischer Landwirtschaftsexperte und Botaniker
- Hutchinson, Josephine (1903–1998), US-amerikanische Schauspielerin
- Hutchinson, Kirsty (* 1991), englische Dartspielerin
- Hutchinson, Leslie (1900–1969), grenadischer Cabaret- und Nachtclubsänger sowie Jazzpianist
- Hutchinson, Lewis (1733–1773), britischer Serienmörder
- Hutchinson, Lucy (1620–1681), britische Schriftstellerin und Übersetzerin
- Hutchinson, Mark N. (* 1954), australischer Herpetologe und Paläontologe
- Hutchinson, Mary E. (1906–1970), US-amerikanische Künstlerin und Kunstlehrerin
- Hutchinson, Michael (* 1973), nordirischer Radsportler
- Hutchinson, Michael (* 1990), kanadischer Eishockeytorwart
- Hutchinson, Nicole (* 1997), kanadische Leichtathletin
- Hutchinson, Oliver George (1891–1944), irischer Unternehmer
- Hutchinson, Omari (* 2003), jamaikanisch-englischer Fußballspieler
- Hutchinson, Peter (1930–2025), britisch-amerikanischer Maler, Land-Art-Künstler und Konzeptkünstler
- Hutchinson, Ralph (1925–2008), britischer Jazzposaunist
- Hutchinson, Sam (* 1989), englischer Fußballspieler
- Hutchinson, Shaun (* 1990), englischer Fußballspieler
- Hutchinson, Steve (* 1977), US-amerikanischer Footballspieler
- Hutchinson, Steven (* 1968), deutschamerikanischer Basketballspieler
- Hutchinson, Thomas (1711–1780), Letzter ziviler Gouverneur der Province of Massachusetts Bay
- Hutchinson, Thomas Jefferson (1927–2003), US-amerikanischer Ingenieur und Funker
- Hutchinson, Thomas Joseph (1820–1885), britischer Forschungsreisender und Konsul
- Hutchinson, Tim (* 1946), britischer Szenenbildner und Artdirector
- Hutchinson, Tim (* 1949), US-amerikanischer Politiker (Republikanische Partei)
- Hutchinson, William, Szenenbildner und Artdirector
- Hutchinson, William (1715–1801), britischer Seemann, Erfinder und Autor
- Hutchinson, William (1901–1959), britischer Autorennfahrer
- Hutchison, Alice (1874–1953), britische Ärztin und Krankenhausleiterin
- Hutchison, Andrew (* 1938), kanadischer Bischof und Primas
- Hutchison, Anna (* 1986), neuseeländische SchauspielerinAnna Hutchison (* 1986)

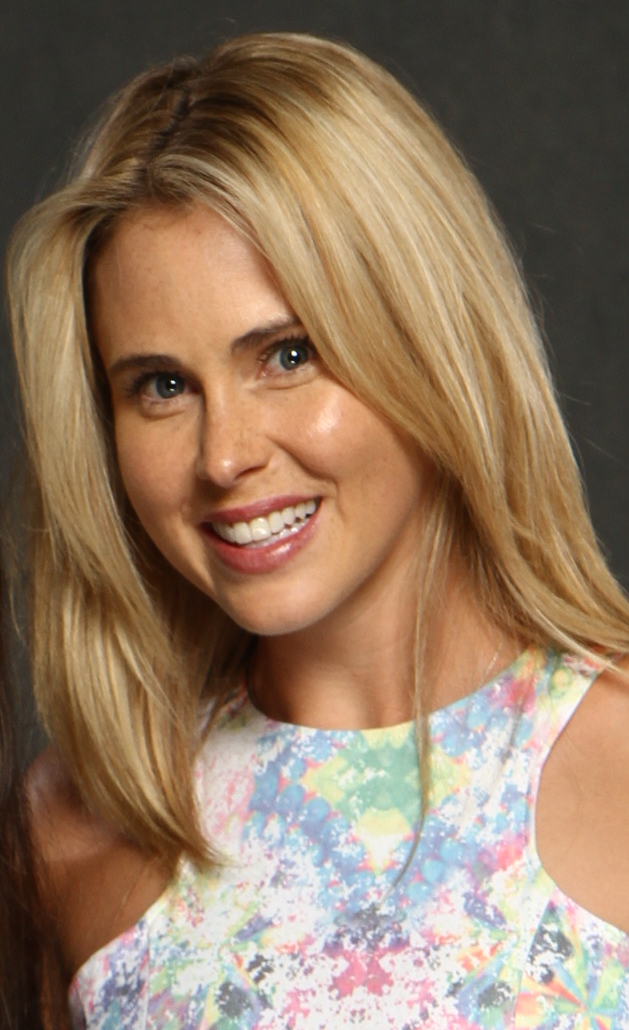
Anna Hutchison (* 1986)

- Hutchison, Bruce (1901–1992), kanadischer Schriftsteller und Journalist
- Hutchison, Charles (1879–1949), US-amerikanischer Schauspieler und Filmregisseur
- Hutchison, Clyde Allen (1913–2005), US-amerikanischer Physikochemiker
- Hutchison, Dave (* 1952), kanadischer Eishockeyspieler
- Hutchison, Don (* 1971), schottischer Fußballspieler
- Hutchison, Doug (* 1960), US-amerikanischer Schauspieler und ProduzentDoug Hutchison (* 1960)

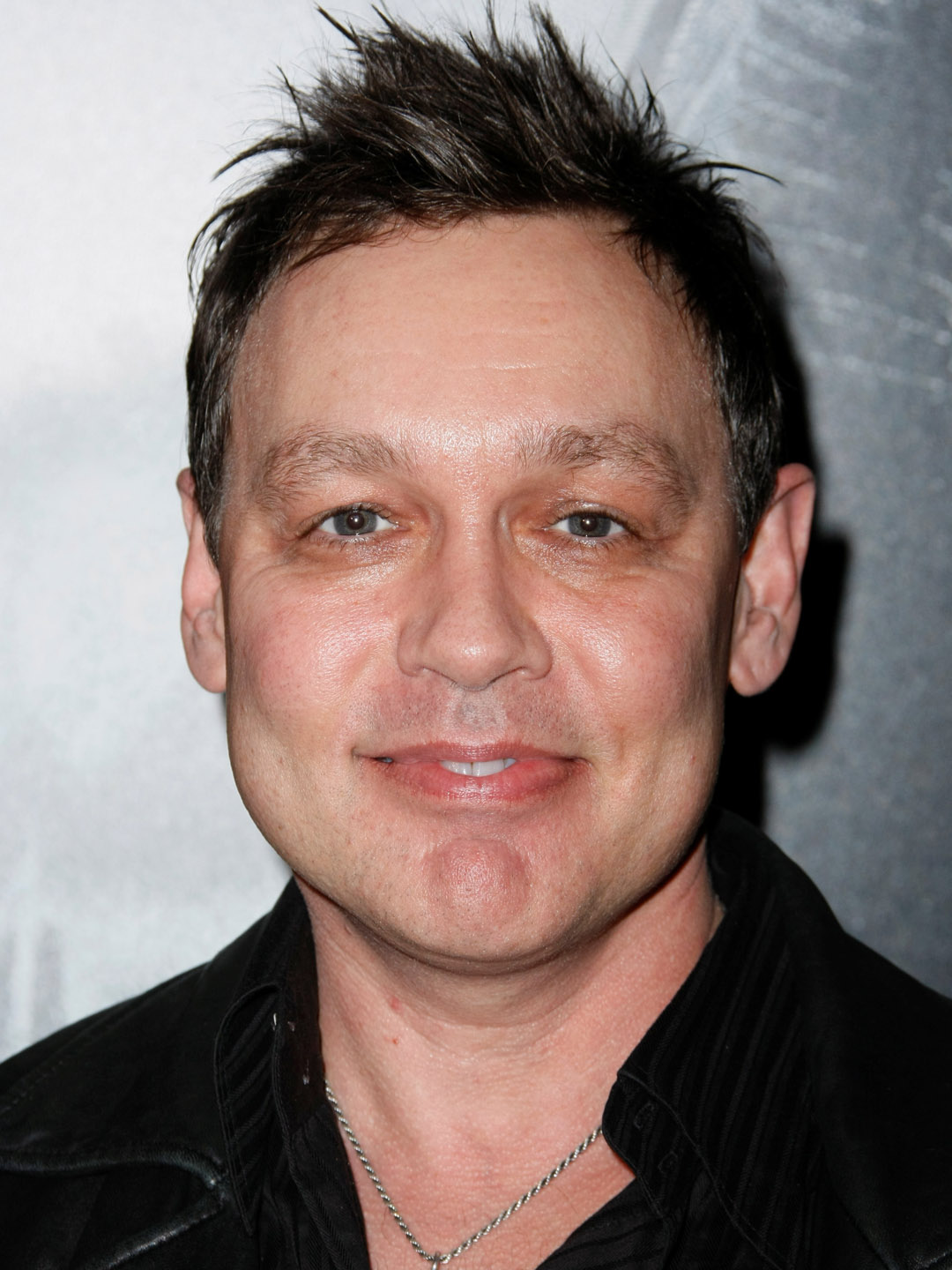
Doug Hutchison (* 1960)

- Hutchison, Fiona (* 1960), britisch-US-amerikanische Schauspielerin
- Hutchison, Frank (1897–1945), US-amerikanischer Old-Time-Musiker
- Hutchison, Gennifer (* 1977), US-amerikanische Drehbuchautorin und Fernsehproduzentin
- Hutchison, Gus (* 1937), US-amerikanischer Autorennfahrer
- Hutchison, Hugh (* 1964), britischer Freestyle-Skisportler
- Hutchison, Ian Clark (1903–2002), schottischer Politiker
- Hutchison, James, 1. Baronet (1893–1979), schottischer Politiker und Offizier
- Hutchison, John (* 1817), kanadischer Politiker und 13. Bürgermeister von Toronto
- Hutchison, Kay Bailey (* 1943), US-amerikanische Politikerin
- Hutchison, Ken (1948–2021), britischer Schauspieler
- Hutchison, Kieren (* 1974), neuseeländischer Schauspieler
- Hutchison, Mark (* 1963), US-amerikanischer Politiker
- Hutchison, Michael Clark (1914–1993), britischer Politiker
- Hutchison, Muriel (1915–1975), US-amerikanische Theater- und Filmschauspielerin
- Hutchison, Robert, 1. Baron Hutchison of Montrose (1873–1950), britischer Generalmajor und Politiker (Liberal Party), Mitglied des House of Commons
- Hutchison, Scott (1981–2018), schottischer Sänger, Songwriter, Gitarrist und KünstlerScott Hutchison (1981–2018)

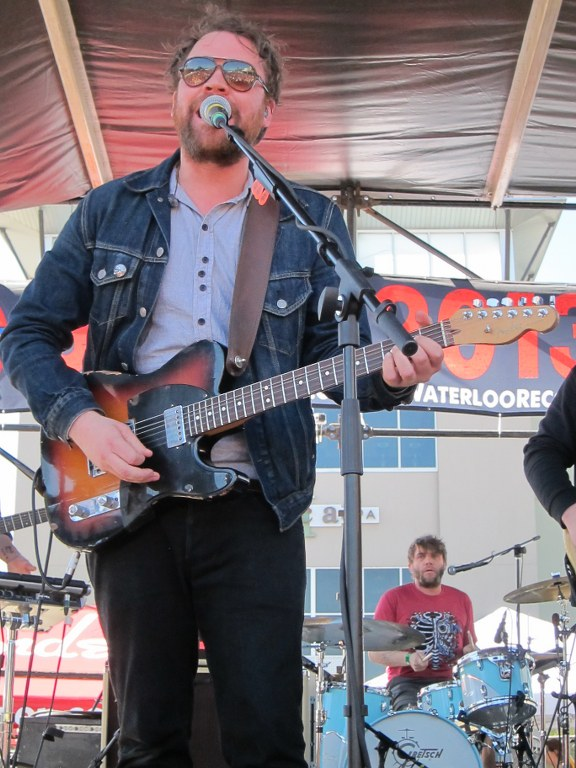
Scott Hutchison (1981–2018)

- Hutchison, Tommy (* 1947), schottischer Fußballspieler
- Hutchison, William M. (1924–1998), britischer Biologe
- Hutchison, William R. (1930–2005), US-amerikanischer Kirchenhistoriker

### Hute
- Huteau, Lucien (1878–1975), französischer Fußballspieler
- Hutecek, Lukas (* 2000), österreichischer Handballspieler
- Hutecek, Sebastian (* 1998), österreichischer Handballspieler und -trainer
- Hütel, Marianne (1911–1983), deutsche Heimatdichterin und Mundartsprecherin
- Hutelutuš-Inšušinak, elamitischer König
- Huter, André (* 1992), deutscher Schriftsteller und Erzieher
- Huter, Andreas (1838–1910), österreichischer Bildschnitzer und Altarbauer
- Huter, Carl (1861–1912), deutscher MalerCarl Huter (1861–1912)

Carl Huter (1861–1912)

- Huter, Franz (1899–1997), österreichischer Historiker
- Hüter, Georg (1823–1900), deutscher Gutsbesitzer, Mitglied des Provinziallandtages der Provinz Hessen-Nassau
- Hüter, Georg (* 1948), deutscher Bildhauer
- Hüter, Hans (1906–1970), deutsch-schweizerischer Raketentechniker
- Hüter, Ian (* 1997), US-amerikanisch-deutscher Handballspieler
- Hüter, Karl Christoph (1803–1857), deutscher Mediziner und Hochschullehrer
- Hüter, Karl-Heinz (1929–2023), deutscher Architektur- und Designhistoriker
- Hüter, Patrick (* 1995), US-amerikanisch-deutscher Handballspieler
- Huter, Rupert (1834–1919), österreichischer Botaniker, Priester und Kooperator
- Huter, Sepp (1929–2001), österreichischer Kapellmeister und Komponist
- Hüter, Victor (1832–1897), deutscher Arzt für Geburtshilfe, Hochschullehrer in Marburg
- Hüter-Becker, Antje (1941–2016), deutsche Physiotherapeutin und Buchautorin
- Huterer, Manfred (* 1961), deutscher Diplomat

### Hutf
- Hutfles, Karl (* 1928), deutscher Fußballspieler

### Hutg
- Hütgens, Peter (1891–1945), deutscher Politiker (NSDAP), MdR
- Hutgens, Tristan Ulysses (* 1994), deutscher Bildhauer und Fotograf

### Huth
- Huth von Dessendorf, Philipp Jakob (1742–1813), römisch-katholischer Theologe
- Huth, Adam (1696–1771), deutscher Jesuit, Theologe und Kirchenrechtler
- Huth, Alex (* 1974), deutscher Fernsehmoderator
- Huth, Alfred (1892–1971), deutscher Komponist
- Huth, Alfred (1918–1945), österreichischer Offizier und Widerstandskämpfer
- Huth, August (1804–1874), deutscher evangelischer Geistlicher
- Huth, Benno (1937–2020), deutscher Künstler
- Huth, Carl (1867–1948), deutscher Theaterschauspieler
- Huth, Caspar Jakob (1711–1760), deutscher Theologe und Hochschullehrer
- Huth, Christiane (* 1980), deutsche Ruderin
- Huth, Christina (* 1929), deutsche Schauspielerin und Hörspielsprecherin
- Huth, CX (* 1964), deutscher Comic-Zeichner
- Huth, Dörthe (* 1968), deutsche Autorin
- Huth, Eilfried (* 1930), österreichischer Architekt
- Huth, Elias (* 1997), deutscher FußballspielerElias Huth (* 1997)

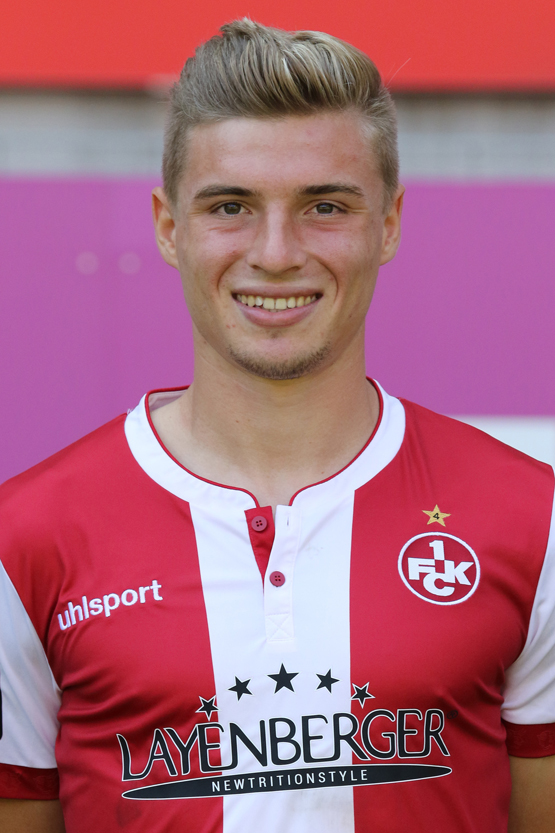
Elias Huth (* 1997)

- Huth, Enno Walther (1875–1964), deutscher Pionier der Luftfahrtindustrie
- Huth, Ernst Walter (1919–1991), deutscher Archäologe und Museumsleiter
- Huth, Eugen (1901–1976), deutscher Politiker (CDU), MdB
- Huth, Ewald (1890–1944), deutscher Organist und Chordirektor, Opfer der NS-Justiz
- Huth, Florian (* 1983), deutscher Beachvolleyballspieler
- Huth, Florian Philip (* 1980), deutscher Schauspieler
- Huth, Franz (1876–1970), deutscher Pastellmaler
- Huth, Franz (1906–1933), deutscher Widerstandskämpfer
- Huth, Frederick (1777–1864), englischer Kaufmann, Bankier und Kulturförderer deutscher Abstammung
- Huth, Friedrich (1892–1980), deutscher Politiker (BVP, CSU), MdR, MdL
- Huth, Friedrich Franz von (1865–1945), deutscher Generalmajor
- Huth, Fritz (1872–1948), deutscher Luftfahrtingenieur
- Huth, Fritz (1908–1980), deutscher Hornist
- Huth, Georg (1867–1906), deutscher Mongolist, Sinologe, Indologe und Tibetologe
- Huth, Hanno (* 1953), deutscher Filmproduzent
- Huth, Hans (1892–1977), deutsch-amerikanischer Kunsthistoriker
- Huth, Hans (1927–2010), deutscher Kunsthistoriker und Denkmalpfleger
- Huth, Harald (* 1969), deutscher Investor und Bauherr in Berlin
- Huth, Harold (1892–1967), britischer Schauspieler, Filmregisseur und Filmproduzent
- Huth, Heinrich (1920–1990), deutscher Leichtathlet
- Huth, Heinrich Wilhelm von (1717–1806), dänischer General und Politiker
- Huth, Heinz, deutscher Komponist und Musiker
- Huth, Heinz (1908–1996), deutscher Segelflieger
- Huth, Heinz (1917–2002), deutscher Offizier (NVA) und Generalmajor der VP
- Huth, James (* 1966), britisch-französischer Filmregisseur, Drehbuchautor und Produzent
- Huth, Jannik (* 1994), deutscher FußballtorhüterJannik Huth (* 1994)

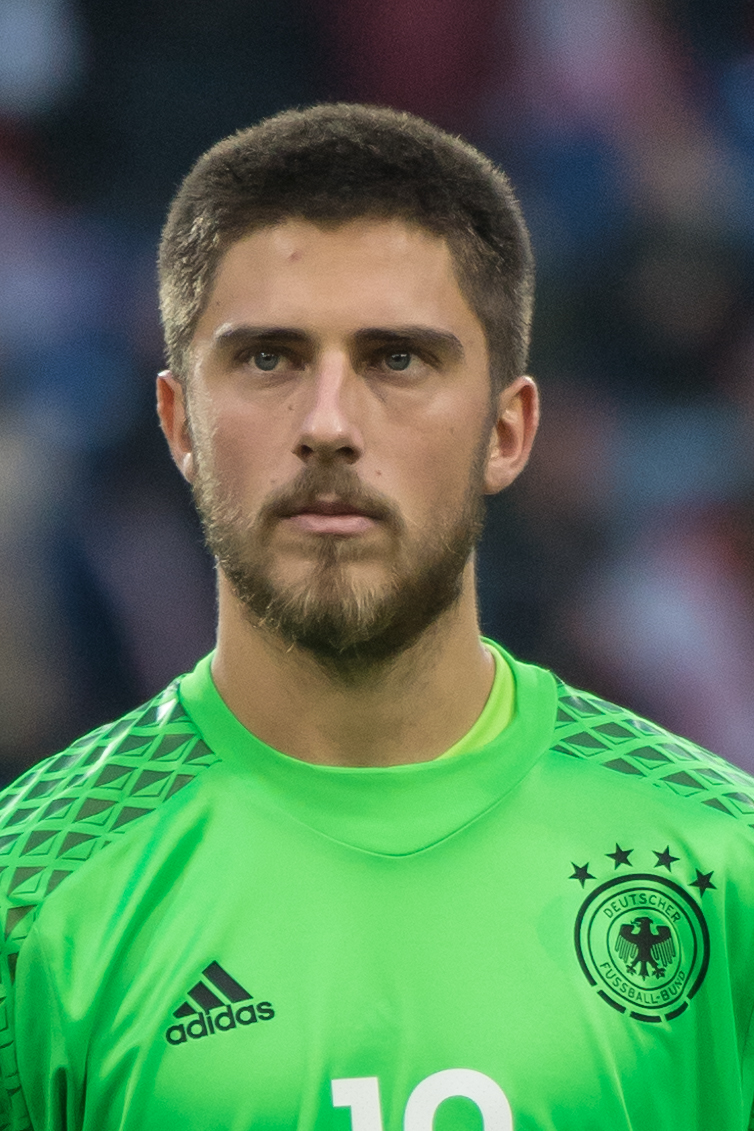
Jannik Huth (* 1994)

- Huth, Joachim (1928–2018), deutscher Jurist
- Huth, Joachim-Friedrich (1896–1962), deutscher Offizier und Generalleutnant der Bundeswehr
- Huth, Jochen (1905–1984), deutscher Schauspieler, Hörspiel- und Drehbuchautor
- Huth, Johann Christian (1726–1804), preußischer Architekt und Baubeamter im Fürstentum Halberstadt
- Huth, Johann Sigismund Gottfried (1763–1818), deutscher Mathematiker und Physiker
- Huth, Johannes (* 1960), deutscher Unternehmer und Mäzen
- Huth, Johannes (* 1989), deutscher Schauspieler und Sänger
- Huth, Juliane, deutsche Juristin, Rechtsanwältin und Richterin
- Huth, Julius (1838–1892), deutscher Marinemaler
- Huth, Jürgen (* 1944), deutscher Schauspieler
- Huth, Karl (1894–1957), deutscher Geschäftsführer der Zentrag (DDR)
- Huth, Karl (1914–1989), deutscher Heimatforscher im Gebiet des Hessischen Hinterlandes
- Huth, Käthe (* 1871), deutsche Theaterschauspielerin
- Huth, Louis (1842–1923), deutscher Porzellanmaler
- Huth, Manfred (* 1933), deutscher Fußballspieler
- Huth, Markus (* 1982), deutscher Journalist, Fotograf und Buchautor
- Huth, Martin (* 1964), deutscher Diplomat und Numismatiker
- Huth, Michael (* 1959), deutscher Künstler
- Huth, Michael (* 1964), deutscher Physiker
- Huth, Michael (* 1969), deutscher Eiskunstlauftrainer
- Huth, Oskar (1918–1991), deutscher Klavierbauer, Maler, Zeichner, Kopist und Fälscher
- Huth, Otto (1906–1998), deutscher Religionswissenschaftler
- Huth, Patrick (* 1995), deutscher Fußballspieler
- Huth, Peter, deutscher Journalist
- Huth, Peter (* 1969), deutscher Autor und Journalist
- Huth, Robert (* 1984), deutscher FußballspielerRobert Huth (* 1984)

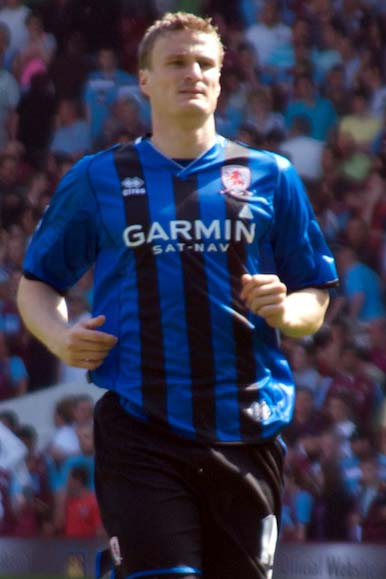
Robert Huth (* 1984)

- Huth, Sabine (* 1967), deutsche Curlerin
- Huth, Siegfried (1932–2012), deutscher Maler, Werbegrafiker und Fotograf
- Huth, Stefan (* 1967), deutscher Journalist, Chefredakteur marxistischen Tageszeitung junge Welt
- Huth, Svenja (* 1991), deutsche Fußballspielerin
- Huth, Ursula (* 1952), deutsche Bildhauerin und Glaskünstlerin
- Huth, Volkhard (* 1959), deutscher Historiker und Hochschullehrer
- Huth, Walde (1923–2011), deutsche Fotografin
- Huth, Werner (* 1905), deutscher Bob- und Motorradrennfahrer
- Huth, Wilhelm (1896–1982), deutscher SS-Brigadeführer und Regierungspräsident
- Huth, Willy Robert (1890–1977), deutscher Maler
- Huth-Haage, Simone (* 1966), deutsche Politikerin (CDU), MdL
- Hüther, Alexander (* 1957), deutscher Gitarrist, Songwriter, Musikverleger und Produzent
- Huther, Edda (* 1940), deutsche Richterin
- Huther, Elsbeth (1885–1960), deutsche Malerin
- Hüther, Ernst (1880–1944), deutscher Unternehmer
- Hüther, Franz (* 2002), deutscher Volleyballspieler
- Hüther, Gerald (* 1951), deutscher NeurobiologeGerald Hüther (* 1951)

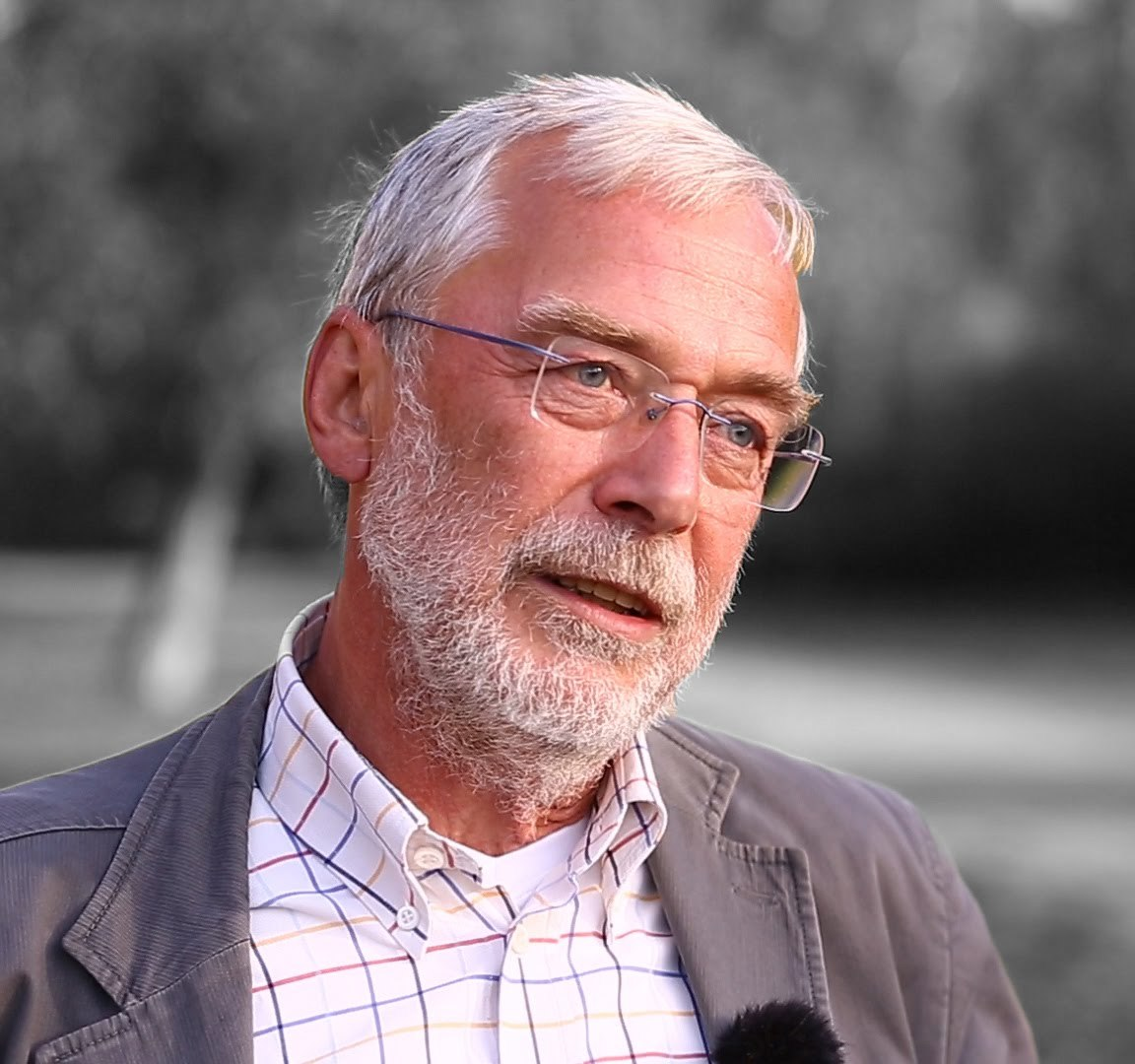
Gerald Hüther (* 1951)

- Hüther, Helmut (1926–1991), deutscher Politiker (SPD), MdL
- Hüther, Julius (1881–1954), deutscher Maler, Zeichner und Grafiker
- Hüther, Mcmoordy (* 1999), deutscher Fußballspieler
- Hüther, Michael (* 1962), deutscher Wirtschaftsforscher
- Huther, Rouwen (* 1978), deutscher Tenor
- Huther, Sebastian (* 1978), deutscher Schauspieler
- Huther, Thomas (* 1956), deutscher Grafiker und Fotograf
- Huthi, Abdul-Malik al- (* 1979), jemenitischer Politiker
- Huthi, Badreddin al- (1926–2010), jemenitischer Politiker und Gelehrter des zaiditischen Islam
- Huthi, Hussein Badreddin al- (1959–2004), jemenitischer Politiker, religiöser, politischer und militärischer Führer der Zaiditen
- Hüthig, Alfred (1900–1996), deutscher Verleger
- Huthmacher, Eugen (1907–1967), deutscher Jurist und Politiker (CDU), MdL, MdB, saarländischer Landesminister
- Huthmacher, Karl-Eugen (* 1952), deutscher Verwaltungsjurist
- Huthmann, Martin (1931–2019), deutscher katholischer Theologe
- Huthmann, Michael (* 1945), deutscher Dramaturg
- Huthsteiner, Rudolf (1855–1935), deutscher Porträtmaler, Genremaler, Landschaftsmaler, Architekturmaler und Interieurmaler der Düsseldorfer Schule

### Huti
- Hutier, Oskar von (1857–1934), preußischer General der Infanterie, MilitärtaktikerOskar von Hutier (1857–1934)

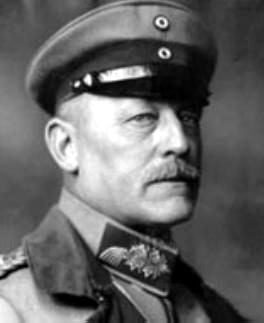
Oskar von Hutier (1857–1934)

- Hutin, Charles (1715–1776), französischer Maler und Bildhauer, Direktor der Dresdner Kunstakademie
- Hutin, Magdeleine (1898–1989), französische Ordensschwester und Gründerin der Kleinen Schwestern Jesu

### Hutk
- Hutka, Jaroslav (* 1947), tschechischer Liedermacher, Komponist, Songwriter und Essayist
- Hutka, Joachim (* 1960), polnischer Fußballspieler
- Hutko, Katja (* 1994), belarussische Schauspielerin

### Hutl
- Hütl, Günther (* 1950), österreichischer Ingenieur und Politiker (ÖVP), Abgeordneter zum Nationalrat
- Hütlin, Matthias († 1524), Geistlicher und Spitalmeister des Pforzheimer Armenhauses

### Hutm
- Hutmacher, Hermann (1897–1965), Schweizer Lehrer und Schriftsteller
- Hutmacher, Rahel (* 1944), Schweizer Schriftstellerin
- Hutmacher, Willy (* 1924), Schweizer Radrennfahrer
- Hutman, Olivier (* 1954), französischer Jazzpianist

### Huto
- Hutopilă, Anișoara (* 1995), rumänische Naturbahnrodlerin

### Hutr
- Hutran-Tepti, König von Elam
- Hutri, Tuomo (* 1973), finnischer Kameramann

### Huts
- Huts, Joseph (1913–1995), belgischer Radrennfahrer
- Hutsch, Peter (1935–2005), deutscher Journalist und Schriftsteller
- Hutschenreuther, Carolus Magnus (1794–1845), deutscher Unternehmer und Begründer der Porzellanfabrik C. M. Hutschenreuther in Hohenberg an der Eger 1814
- Hutschenreuther, Christoph Michael († 1707), böhmischer Gutsbesitzer, Unternehmer und Kanzlist der in den Adelsstand erhoben wurde
- Hutschenreuther, Hans (1575–1657), erzgebirgischer Hammerherr und Bergverständiger
- Hutschenreuther, Lorenz (1817–1886), deutscher Porzellanfabrikant
- Hutschenreuther, Ralph (* 1979), deutscher Rechtsanwalt und Politiker (BSW)
- Hutschnecker, Arnold (1898–2000), austroamerikanischer Psychiater und Psychotherapeut
- Hutschok, Nastassja (* 1992), belarussische Ringerin
- Hutsebaut, Hubert (* 1947), belgischer Radrennfahrer
- Hutshing, Joe, US-amerikanischer Filmeditor
- Hutsky, Heinz (1916–1980), deutscher Politiker (SED/KPD)
- Hutson, Don (1913–1997), US-amerikanischer American-Football-Spieler und -Trainer
- Hutson, Eyre (1864–1936), britischer Kolonialgouverneur
- Hutson, George (1889–1914), britischer Leichtathlet
- Hutson, Lane (* 2004), US-amerikanischer Eishockeyspieler
- Hutson, Leroy (* 1945), US-amerikanischer Soulsänger, Komponist, Musikproduzent und Songschreiber
- Hutson, Richard (1748–1795), US-amerikanischer Politiker
- Hutsteiner, Georg, deutscher Fußballspieler

### Hutt
- Hutt, Andreas (* 1967), deutscher Lyriker
- Hutt, Gloria (* 1955), chilenische Ingenieurin und Politikerin
- Hütt, Hans (* 1953), deutscher Journalist und Autor
- Hutt, Jane (* 1949), walisische Politikerin
- Hutt, John (1795–1880), Gouverneur von Western Australia
- Hütt, José Antonio (1910–1991), costa-ricanischer Fußballspieler
- Hütt, Michael (* 1953), deutscher Fußballspieler
- Hutt, William (1920–2007), kanadischer Schauspieler
- Hutt, William Harold (1899–1988), britischer Ökonom
- Hütt, Wolfgang (1925–2019), deutscher Kunsthistoriker und Autor

#### Hutta
- Huttary, Albert (1908–1978), österreichischer Glasarbeiter, kommunistischer Widerstandskämpfer
- Huttary, Helmut (1944–2016), deutscher Fußballspieler und Fußballtrainer
- Huttary, Karin (* 1977), schwedisch-österreichische Skirennläuferin und Freestyle-Sportlerin

#### Hutte
- Hütte, Axel (* 1951), deutscher Fotograf
- Hütte, Rüdiger (* 1959), deutscher politischer Beamter (CDU)
- Hüttebräuker, Rudolf (1904–1996), deutscher Politiker
- Huttel, Hermann (1895–1973), deutscher Schriftsteller
- Hüttel, Horst (* 1968), deutscher Skisprungtrainer
- Huttel, Joachim, deutscher Basketballspieler
- Hüttel, Klaus (1930–2018), deutscher Wirtschaftswissenschaftler
- Hüttel, Paul (* 1935), dänischer Schauspieler und Synchronsprecher
- Hüttel, Rolf (* 1934), deutscher Generalleutnant
- Hüttel, Simon (* 1530), böhmischer Maler, Kartograph, Geodät und Chronist
- Hüttel, Simon (* 1999), deutscher Nordischer Kombinierer
- Hüttemann, Andreas (* 1964), deutscher Philosoph und Hochschullehrer
- Hüttemann, Bernd (* 1970), deutscher Generalsekretär der Europäischen Bewegung Deutschland
- Hüttemann, Christel (* 1949), deutsche Funktionärin, Vorstandsvorsitzende des Vereins zur Förderung krebskranker Kinder in Münster
- Hüttemann, Friedrich (1875–1945), deutscher römisch-katholischer Geistlicher, Philologe, Lehrer und Verfasser von Kirchenliedern
- Hüttemann, Georg Heinrich Conrad (1728–1781), lutherischer Missionar in Indien
- Hüttemann, Rainer (* 1963), deutscher Rechtswissenschaftler und Hochschullehrer
- Hüttemann, Suzan Denise (* 1984), deutsche Juristin
- Hüttemeister, Susanne (* 1963), deutsche Astrophysikerin, Astronomin und Hochschullehrerin
- Hüttemeyer, André (* 1990), deutscher Wirtschaftsingenieur und Politiker (CDU), MdL
- Hutten zum Stolzenberg, Franz Christoph von (1706–1770), Bischof von Speyer und Kardinal
- Hutten zum Stolzenberg, Philipp Wilhelm von (1701–1757), deutscher Kanoniker
- Hütten, Achim (* 1957), deutscher Politiker (SPD), MdL
- Hutten, Albertus Arnoldus van († 1663), niederländischer Prediger und Gelehrter
- Hutten, Christoph Franz von (1673–1729), Fürstbischof von Würzburg
- Hutten, Ernest Hirschlaff (1908–1996), deutsch-britischer Physiker und Wissenschaftsphilosoph
- Hutten, Ferdinand von (1793–1857), bayerischer Rittmeister und Mitglied der kurhessischen Ständeversammlung
- Hutten, Friedrich von (1794–1876), kurhessischer Major und kurhessischer Landtagsabgeordneter
- Hutten, Frowin von († 1479), deutscher Ritter
- Hutten, Frowin von († 1529), deutscher Ritter, Amtmann und Hofbeamter
- Hutten, Hanna († 2013), deutsche Schauspielerin
- Hutten, Hans von (1486–1515), württembergischer Stallmeister des Herzogs Ulrich von WürttembergHans von Hutten (1486–1515)

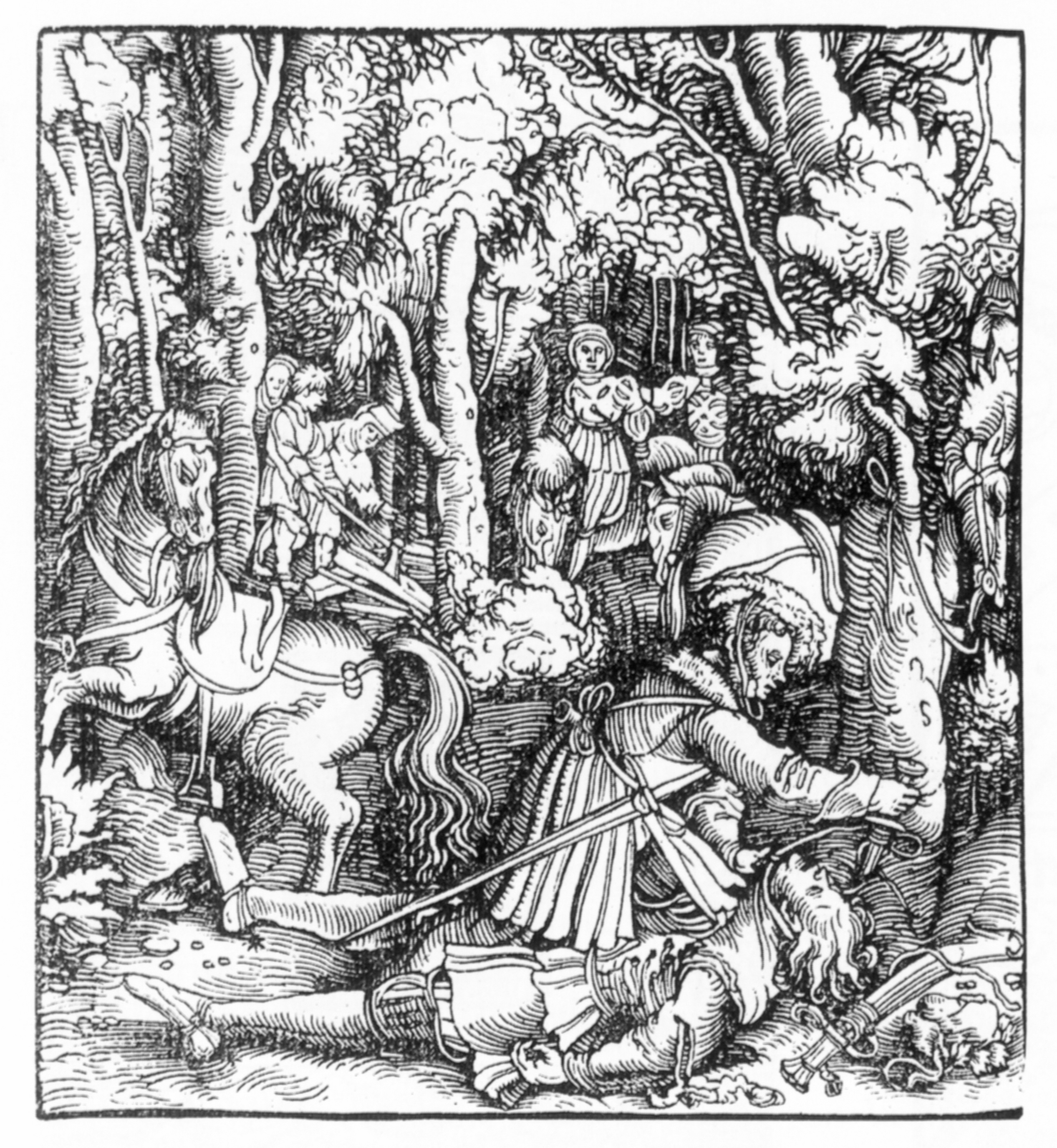
Hans von Hutten (1486–1515)

- Hutten, Johann Georg (1755–1834), deutscher Gymnasialrektor und klassischer Philologe
- Hutten, Katrine von (1944–2013), deutsche Schriftstellerin und Übersetzerin
- Hutten, Kurt (1901–1979), deutscher evangelischer Theologe und Sektenkundler
- Hutten, Lars (* 1990), niederländischer Fußballspieler
- Hutten, Moritz von (1503–1552), Fürstbischof in Eichstätt
- Hutten, Philipp von (* 1505), Welser-Konquistador und kaiserlicher Generalkapitän von Venezuela
- Hutten, Theodor (1535–1603), Bürgermeister von Düren
- Hutten, Tim (* 1985), US-amerikanischer Wasserballspieler
- Hutten, Ulrich von (1488–1523), deutscher Renaissance-Humanist, Dichter, Kirchenkritiker und PublizistUlrich von Hutten (1488–1523)

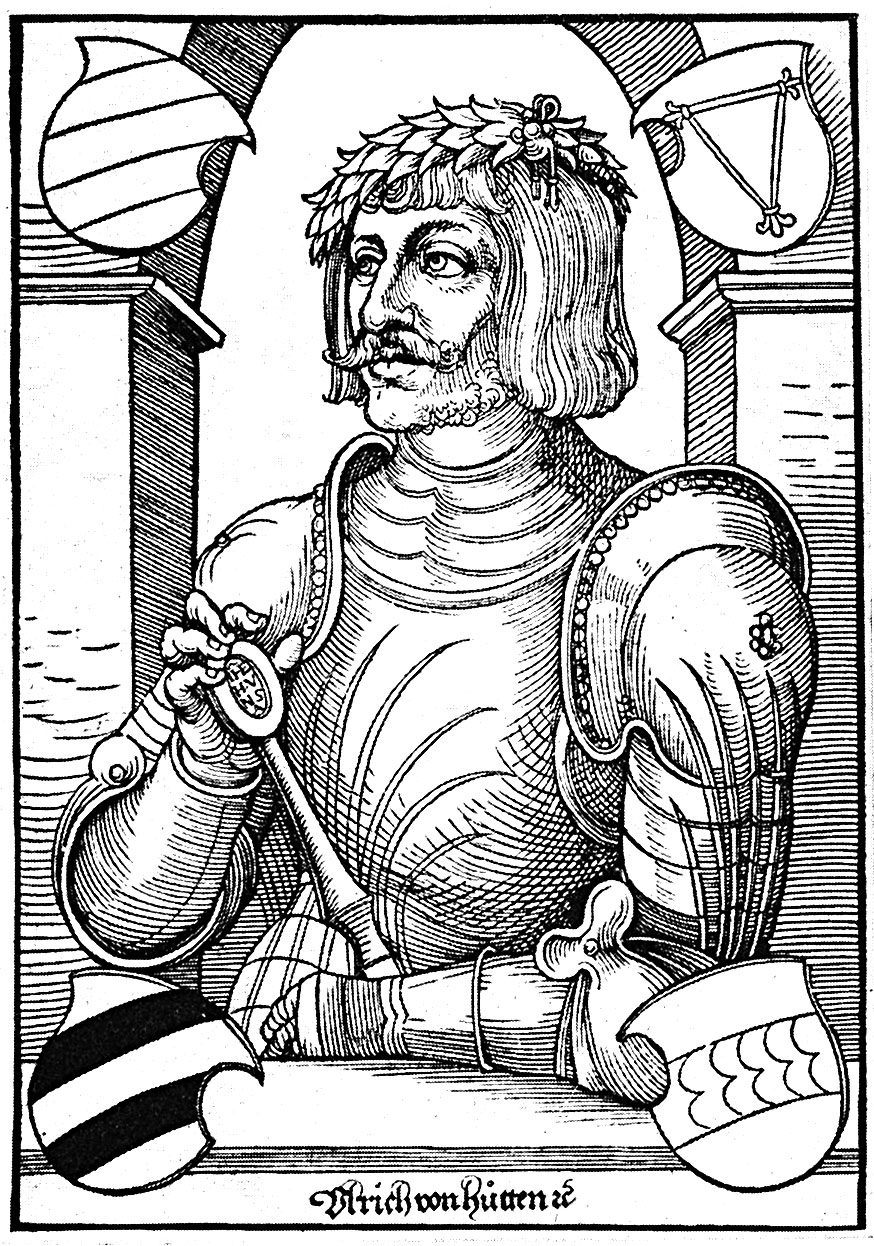
Ulrich von Hutten (1488–1523)

- Hutten, Ulrich von (1827–1888), bayerischer Generalmajor, Kammerherr und Mitglied des Kurhessischen Kommunallandtages
- Hutten-Czapska, Alexandrine von (1854–1941), Gattin des Großherzogs Ludwig IV. von Hessen-Darmstadt
- Hutten-Czapski, Bogdan von (1851–1937), preußischer Politiker
- Hüttenbach, Alfred Heinrich (1897–1960), deutscher Bildhauer
- Hüttenbach, Fritz Lochner von (* 1930), deutscher Sprachwissenschaftler und Hochschullehrer
- Huttenback, Robert (1928–2012), US-amerikanischer Historiker
- Hüttenberger, Franz (1884–1966), österreichischer Politiker (SPÖ), Landtagsabgeordneter, Mitglied des Bundesrates
- Hüttenberger, Peter (1938–1992), deutscher Historiker
- Hüttenbrenner, Andreas von (1797–1869), österreichischer Jurist und Politiker
- Hüttenbrenner, Anselm (1794–1868), österreichischer Komponist und MusikkritikerAnselm Hüttenbrenner (1794–1868)

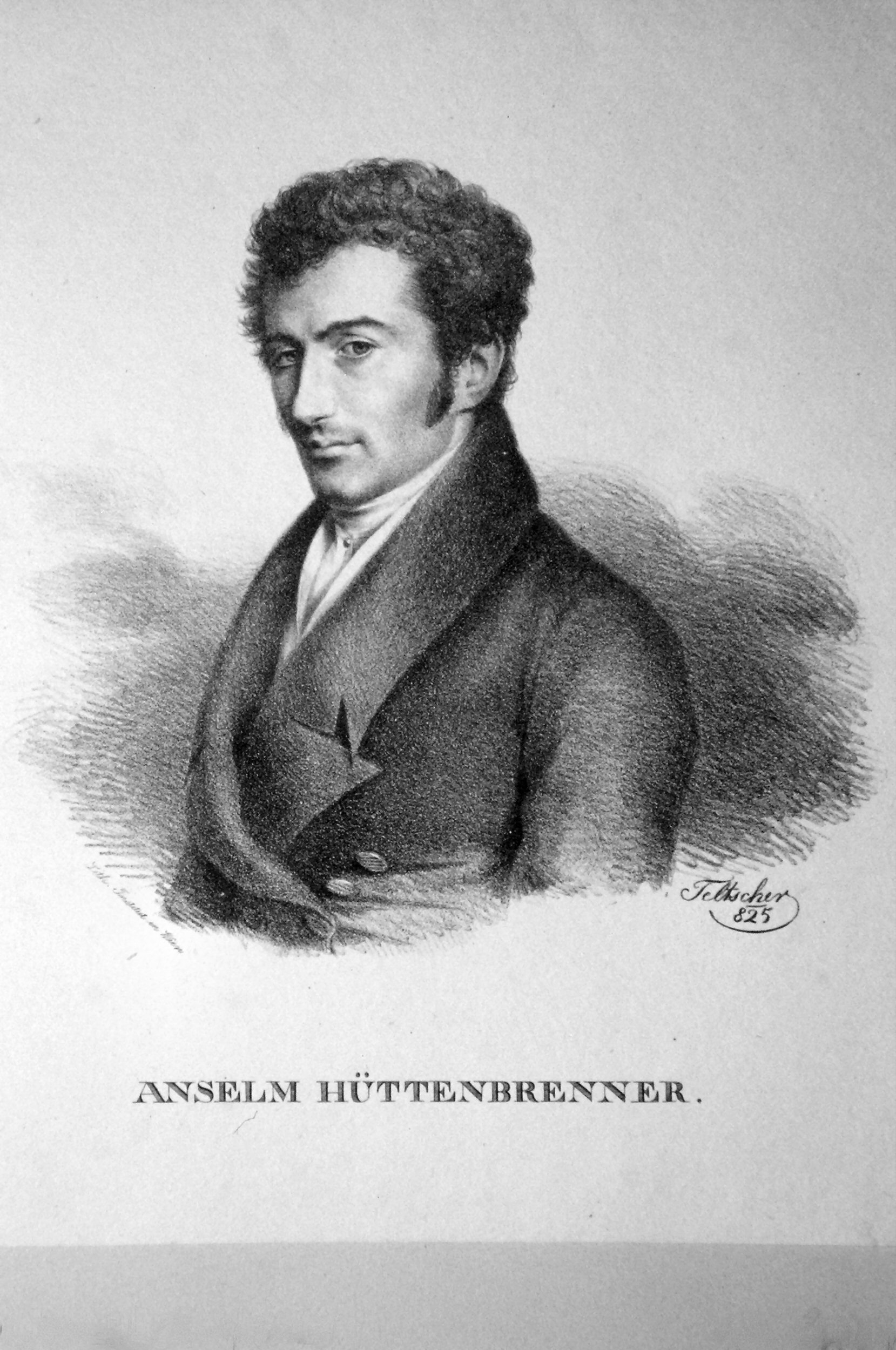
Anselm Hüttenbrenner (1794–1868)

- Hüttenbrenner, Boris (* 1985), österreichischer Fußballspieler
- Hüttenbrenner, Heinrich (1799–1830), österreichischer Rechtswissenschaftler und Lyriker
- Hüttenegger, Bernhard (* 1948), österreichischer Schriftsteller
- Hüttenhain, Erich (1905–1990), deutscher Kryptologe und Kryptoanalyst im Dritten Reich
- Hüttenhein, Erich (1889–1945), deutscher Verwaltungsjurist
- Hüttenhein, Walther (1887–1953), deutscher Staatsbeamter
- Hüttenhofer, Leonhard (1924–1978), deutscher Politiker (CSU)
- Hüttenhofer, Walter (* 1937), deutscher Fußballspieler
- Hüttenhoff, Michael (* 1958), deutscher evangelischer Theologe
- Huttenlocher, Anna (* 1961), US-amerikanische Ärztin und Zellbiologin
- Huttenlocher, Britta (* 1962), Schweizer Malerin
- Huttenlocher, Daniel P. (* 1958), US-amerikanischer Informatiker und Professor für Informatik und Wirtschaft
- Huttenlocher, Ferdinand (1856–1925), deutscher Bildhauer
- Huttenlocher, Friedrich (1893–1973), deutscher Geograph
- Huttenlocher, Heinrich (1890–1954), Schweizer Geologe und Mineraloge
- Huttenlocher, Janellen (1932–2016), US-amerikanische Psychologin
- Huttenlocher, Peter R. (1931–2013), deutsch-US-amerikanischer Pädiater und Neurologe
- Huttenlocher, Philippe (* 1942), Schweizer Konzert- und Opernsänger (Bariton) und Dirigent
- Hüttenmeister, Frowald Gil (* 1938), deutscher Judaist
- Hüttenmeister, Nathanja (* 1967), deutsche Judaistin
- Hüttenmüller, Heinrich (1789–1862), deutscher Papierfabrikant und Politiker
- Hüttenrauch, Hans Joachim (1935–2002), deutscher Fernsehproduzent, Autor und Redakteur
- Hüttenrauch, Roland (1928–2006), deutscher Ingenieur und Manager, Vorstand der Stiftung Warentest (1972–1994)
- Hüttenrauch, Willy (1909–1996), deutscher Politiker (SPD, KPD, SED)
- Hüttenschmid, Karl Gustav Friedrich (1774–1839), deutscher Apotheker, tätig in Zürich
- Hüttenschmid, Ludwig Friedrich (1777–1828), württembergischer Verwaltungsbeamter
- Hütter, Adi (* 1970), österreichischer Fußballspieler und -trainerAdi Hütter (* 1970)

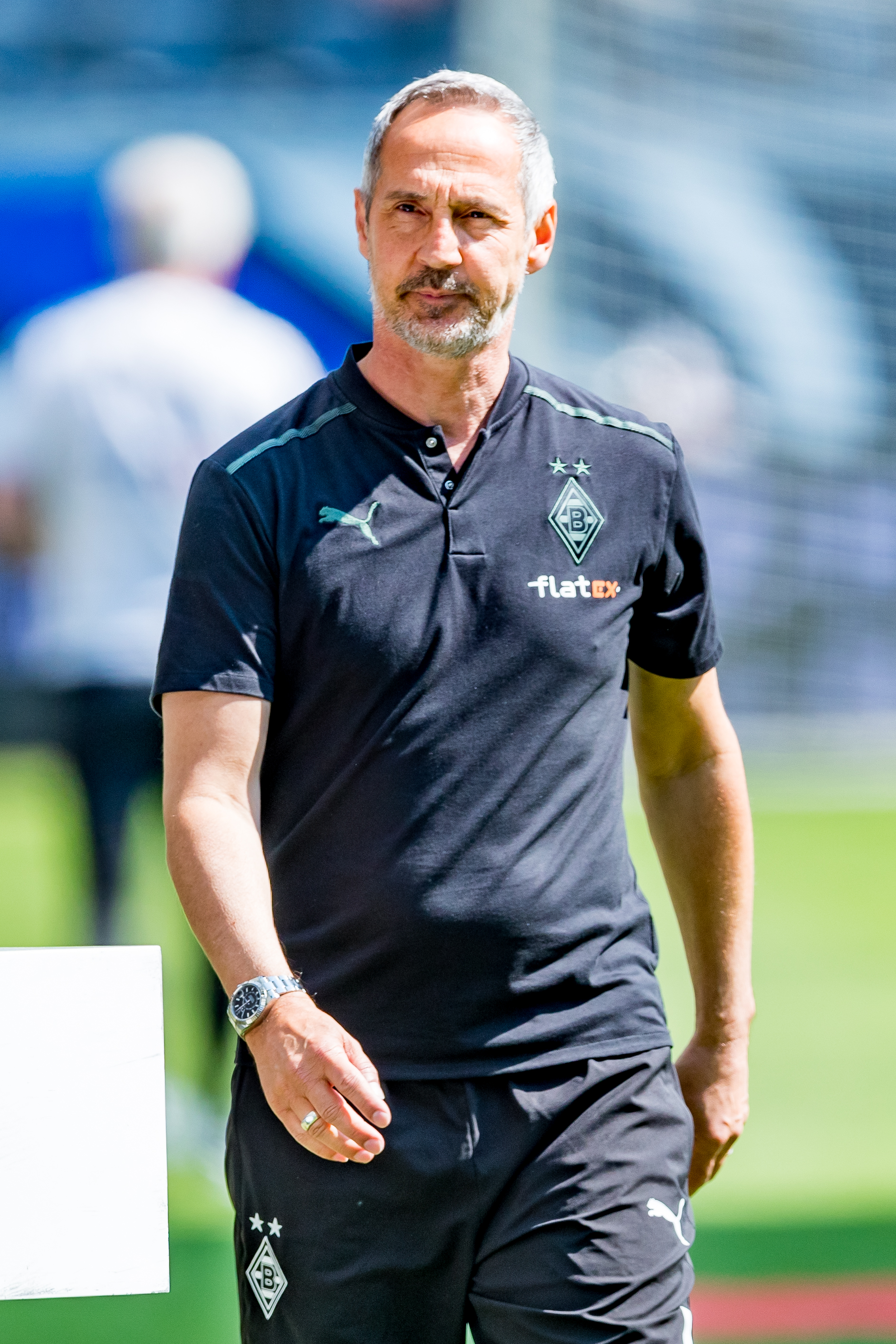
Adi Hütter (* 1970)

- Hutter, Alfons (* 1953), deutscher Geistlicher
- Hütter, Alfred (1954–2018), österreichischer Journalist
- Hutter, Andreas (1963–2016), österreichischer Journalist und Sachbuchautor
- Hutter, Axel (* 1961), deutscher Philosoph
- Hutter, Barry (* 1986), US-amerikanischer Pokerspieler
- Hutter, Birgit (* 1941), österreichische Kostümbildnerin
- Hütter, Brigitte (* 1972), österreichische Juristin, Rektorin der Kunstuniversität Linz
- Hütter, Carl Georg Theodor (1807–1883), deutscher Maler, Bildhauer und Stukkateur in Weimar
- Hütter, Carsten (* 1964), deutscher Politiker (AfD), MdL
- Hutter, Charles (1916–1989), US-amerikanischer Schwimmer
- Hutter, Christian (* 1983), österreichischer Fußballspieler und Trainer
- Hutter, Christoph (* 1969), deutscher Psychodramatiker, Autor und Pädagoge
- Hutter, Clemens M. (1930–2022), österreichischer Journalist und Autor
- Hütter, Conrad, böhmischer Exulant, Bergamtsverwalter- und Assessor und Stadtrichter von Jáchymov
- Hütter, Cornelia (* 1992), österreichische SkirennläuferinCornelia Hütter (* 1992)

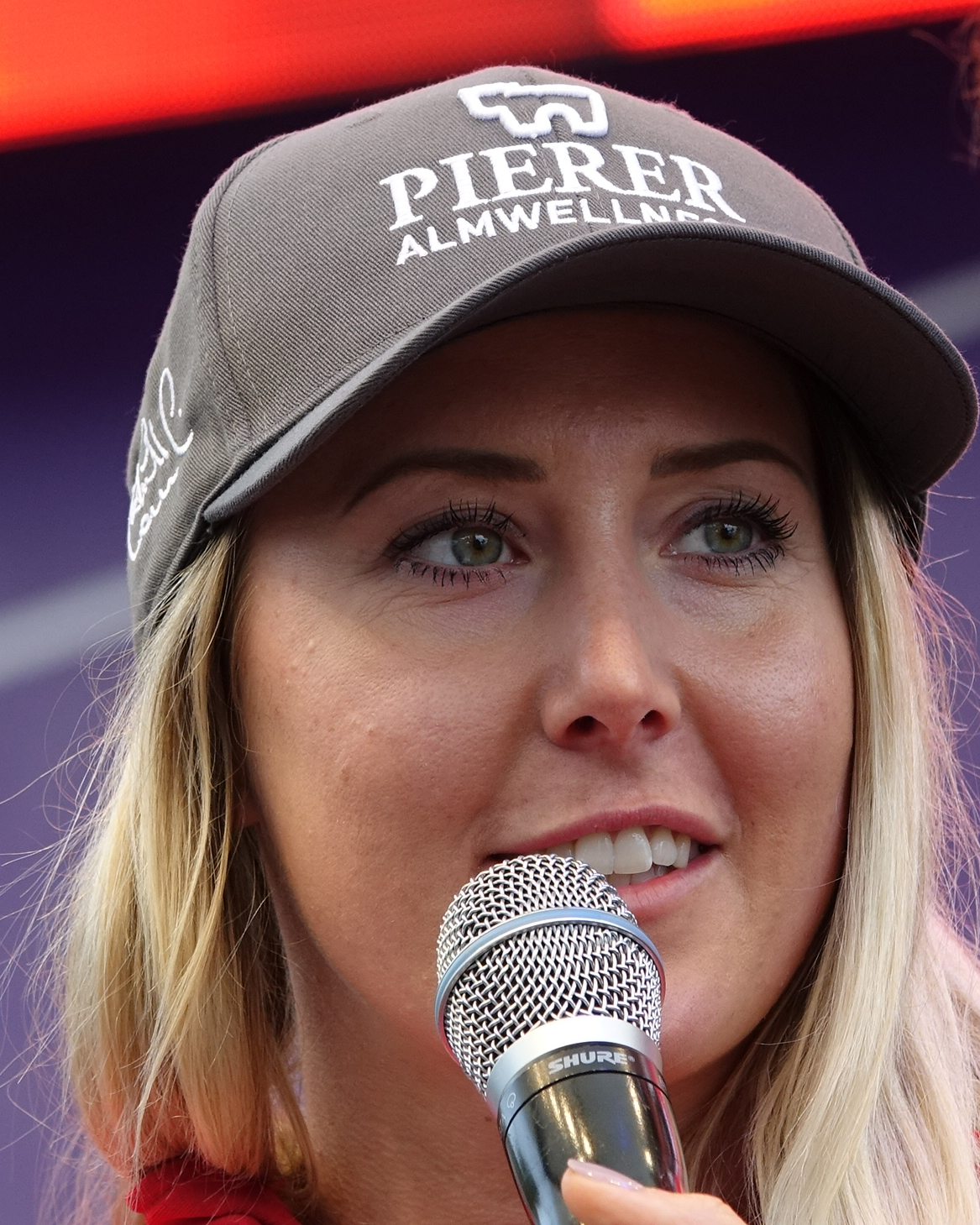
Cornelia Hütter (* 1992)

- Hütter, Eduard (1880–1967), österreichischer Architekt und Bühnenbildner
- Hutter, Elias (* 1553), deutscher Orientalist, Buchdrucker und Buchhändler
- Hütter, Elias (1774–1865), österreichischer Bildhauer
- Hütter, Elisabeth (1920–2015), deutsche Kunsthistorikerin und Denkmalpflegerin
- Hütter, Emil (1835–1886), österreichischer Zeichner, Aquarellist, Radierer und Lithograph
- Hutter, Ernst (* 1958), deutscher Musiker, Komponist und Arrangeur
- Hutter, Franz Karl (1865–1924), deutscher Offizier und Afrikaforscher
- Hutter, Franz-Josef (1963–2013), deutscher Menschenrechtsaktivist und Politikwissenschaftler
- Hütter, Frido (* 1950), österreichischer Journalist und Autor
- Hutter, Gardi (* 1953), Schweizer Schauspielerin und Autorin
- Hutter, Georg († 1531), deutscher Theologe und Sammler
- Hutter, Gerhard (* 1965), österreichischer Politiker (Liste Burgenland), Landtagsabgeordneter
- Hütter, Gero (* 1968), deutscher Hämatologe
- Hutter, Hans (1913–2006), Schweizer Spanienkämpfer
- Hutter, Hans (1914–1997), deutscher Verwaltungsjurist und Kommunalpolitiker (CSU)
- Hütter, Hans Walter (* 1954), deutscher Historiker und Präsident der Stiftung Haus der Geschichte der Bundesrepublik Deutschland
- Hutter, Heribert (1926–2012), österreichischer Kunsthistoriker
- Hutter, Irmgard, österreichische Kunsthistorikerin und Byzantinistin
- Hutter, Jakob († 1536), Führer und Organisator des Tiroler TäufertumsJakob Hutter († 1536)

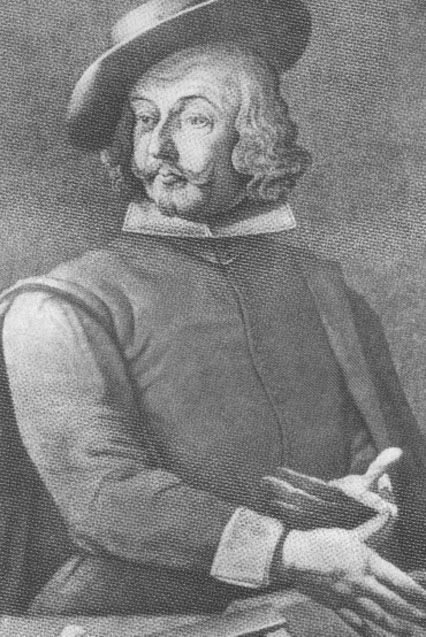
Jakob Hutter († 1536)

- Hutter, Jan (* 1984), Schweizer Schauspieler
- Hutter, Jasmin (* 1978), Schweizer Politikerin (SVP)
- Hütter, Johann Friedrich (1774–1840), deutscher Verwaltungsjurist und Bürgermeister
- Hutter, Johannes († 1478), deutscher Geistlicher
- Hutter, Jonathan (* 1989), deutsch-schweizerischer Schauspieler
- Hutter, Jörg (* 1958), deutscher Soziologe und Autor
- Hutter, Josef (1894–1959), tschechischer Musikwissenschaftler und -pädagoge
- Hutter, Joseph (1800–1878), österreichischer Politiker
- Hütter, Julia (* 1983), deutsche Stabhochspringerin
- Hutter, Karl (1851–1913), amerikanischer Unternehmer
- Hutter, Katja (* 1982), österreichische Wirtschaftswissenschaftlerin und Hochschullehrerin an der Universität Innsbruck
- Hutter, Lena (1911–2003), deutsche Schauspielerin und Theaterleiterin
- Hutter, Leonhard (1563–1616), deutscher lutherischer Theologe
- Hutter, Manfred (* 1957), österreichischer Religionswissenschaftler
- Hutter, Marco (* 1985), Schweizer Maschineningenieur und HochschullehrerMarco Hutter (* 1985)

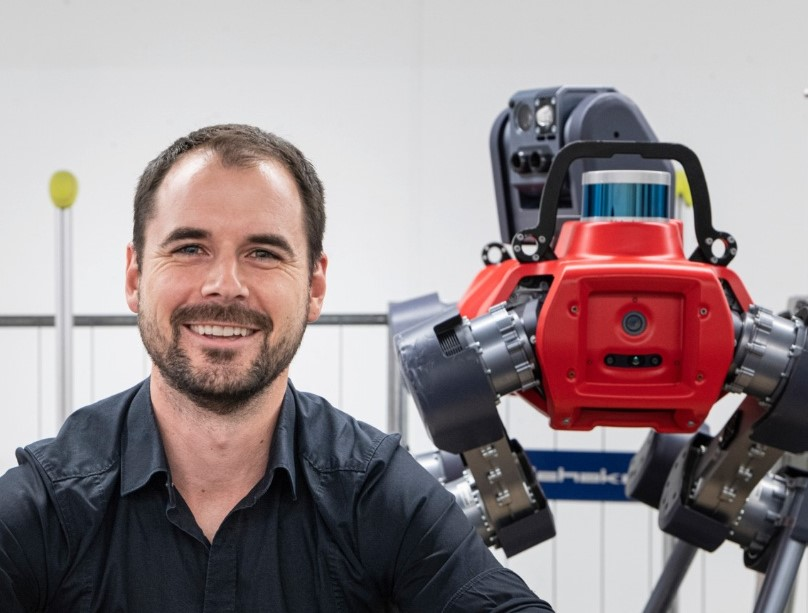
Marco Hutter (* 1985)

- Hutter, Marcus (* 1967), deutscher Informatiker und Professor an der Australian National University
- Hütter, Margarete (1909–2003), deutsche Diplomatin und Politikerin (FDP), MdB
- Hutter, Maria (* 1982), österreichische Politikerin (ÖVP), Landesrätin
- Hütter, Marianne (1902–1991), österreichische Lehrerin und Schriftstellerin
- Hutter, Markus (* 1957), Schweizer Politiker
- Hutter, Matthias (* 1967), deutscher Musikschulleiter und Komponist
- Hutter, Michael (* 1948), deutscher Ökonom und Soziologe
- Hutter, Michael (* 1963), deutscher Maler, Illustrator und Autor
- Hutter, Michael (* 2003), österreichischer Fußballspieler
- Hutter, Michou (* 1958), österreichische Filmeditorin
- Hutter, Monika (1949–2001), Schweizer Politikerin (SP)
- Hutter, Otto (1924–2020), österreichisch-britischer Physiologe und Hochschullehrer
- Hütter, Peter (* 1980), österreichischer Basketballspieler
- Hütter, Ralf (* 1946), deutscher MusikerRalf Hütter (* 1946)

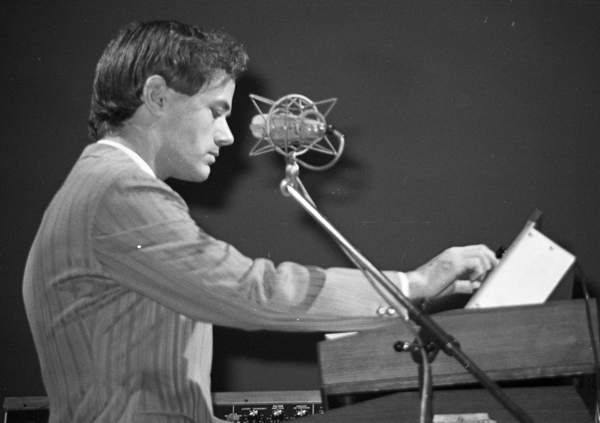
Ralf Hütter (* 1946)

- Hütter, Reinhard (* 1958), deutscher Theologe
- Hutter, Richard (1883–1947), österreichischer Kabarettist, Drehbuchautor und Produzent beim deutschen Stummfilm
- Hütter, Robert (1877–1940), tschechoslowakischer Abgeordneter der deutschen Minderheit
- Hutter, Sarina (* 2002), Schweizer Unihockeyspielerin
- Hutter, Schang (1934–2021), Schweizer Bildhauer
- Hütter, Silke, deutsche Behindertensportlerin (Judo)
- Hutter, Sophie (* 1990), Schweizer Schauspielerin
- Hutter, Swen (* 1978), Soziologe, Politikwissenschaftler und Hochschullehrer
- Hutter, Thomas (* 1696), polnischer Bildhauer deutscher Abstammung
- Hutter, Thorsten (* 1960), deutscher Diplomat
- Hütter, Tilly (1924–1983), deutsche Schriftstellerin und Bühnenautorin
- Hütter, Ulrich W. (1910–1990), deutscher Ingenieur, Hochschullehrer
- Hutter, Viktoria (* 1991), österreichische Politikerin (ÖVP), Mitglied des Bundesrates
- Hutter, Walter (* 1964), deutscher Pädagoge
- Hutter, Willi (1896–1936), deutscher Fußballspieler
- Hütter, Wolfgang (1909–1990), deutscher Flugzeugkonstrukteur
- Hutter, Wolfgang (1928–2014), österreichischer Maler und Graphiker
- Hutter, Xaver (* 1976), österreichischer Schauspieler
- Hütter-Krause, Alma (1844–1885), deutsche Opernsängerin (Sopran)
- Hutterer, Carl-Franz (* 1939), deutscher Kameramann
- Hutterer, Claus Jürgen (1930–1997), ungarischer Linguist
- Hutterer, Heidi (* 1959), deutsche Langstreckenläuferin
- Hütterer, Josef (* 1947), österreichischer Automobilrennsportler
- Hutterer, Klaus (1942–2018), österreichischer Techniker und Politiker (SPÖ), Abgeordneter zum Nationalrat
- Hutterer, Rainer (* 1948), deutscher Mammaloge und Paläobiologie
- Hutterli, Kurt (* 1944), Schweizer Schriftsteller
- Hüttermann, Carla (* 2004), deutsche Schauspielerin
- Hüttermann, Friedrich (1888–1945), deutscher römisch-katholischer Geistlicher, Steyler Missionar und Märtyrer
- Hütteroth, Wolf-Dieter (1930–2010), deutscher Geograph und Hochschullehrer
- Hütterott, Carl Theodor (1926–2023), deutscher Schulmusiker und Komponist
- Hütterott, Johann Georg von (1852–1910), österreichischer Industrieller
- Hutterova, Olga (* 1958), tschechoslowakische Fußballspielerin
- Hutterstrasser, Markus (* 1973), österreichischer Fußballspieler und -trainer
- Hutterstrasser-Scheidl, Lili (1882–1942), österreichische Komponistin
- Hutterus, Johann Martin (1810–1865), deutscher Schriftsteller

#### Hutth
- Hütthaler, Lisa (* 1983), österreichische Triathletin

#### Hutti
- Huttich, Johannes (1490–1544), deutscher Humanist und Antiquar
- Huttig, Alfred (1882–1952), österreichischer Theaterschauspieler, Regisseur und Intendant
- Hüttig, Gustav Franz (1890–1957), böhmisch-österreichischer Chemiker
- Hüttig, Hans (1894–1980), deutscher KZ-KommandantHans Hüttig (1894–1980)

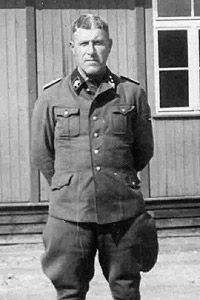
Hans Hüttig (1894–1980)

- Hüttig, Karl, deutscher Fußballspieler
- Hüttig, Paul (1865–1929), deutscher Bildhauer
- Hüttig, Ralph (* 1961), deutscher Theaterregisseur
- Hüttig, Richard (1827–1911), deutscher Unternehmer in der Fotoindustrie
- Hüttig, Richard (1908–1934), deutscher Widerstandskämpfer
- Hüttig, Valerius (1869–1934), deutscher Ingenieur und Professor
- Hüttig, Werner (1908–1972), deutscher Rassenhygieniker und Hochschullehrer
- Hüttinger, Eduard (1926–1998), Schweizer Kunsthistoriker
- Hüttinger, Zia Gabriele (* 1958), deutsche Obdachlosenhelferin
- Hüttis-Graff, Petra (* 1957), deutsche Fachdidaktikerin
- Hüttisch, Maximilian (1911–1988), deutscher Maler und Grafiker

#### Huttl
- Hüttl, Anton Ludwig (* 1732), Jesuit und Missionar in Mexiko
- Hüttl, Leon (* 2000), deutscher Eishockeyspieler
- Hüttl, Ludwig (1945–2018), deutscher Historiker
- Hüttl, Reinhard (* 1957), deutscher Bodenkundler und Wissenschaftsmanager
- Hüttl, Thomas (* 1964), deutscher Chirurg
- Hüttl, Willy (1890–1945), deutscher Althistoriker
- Hüttl, Winfried (1954–2024), deutscher Ökonom und Politiker (FDP)
- Huttler, Max (1823–1887), deutscher Verleger und Politiker
- Hüttler, Michael (* 1966), österreichischer Theaterwissenschaftler, Autor und Leiter des Wiener Verlags Hollitzer
- Huttlestone, Daniel (* 1999), britischer Schauspieler und Musical-Darsteller
- Hüttlin, Herbert (* 1943), deutscher Unternehmer, Erfinder des Hüttlin-Kugelmotor®

#### Huttm
- Huttmann, Arnold (1912–1997), deutscher Medizinhistoriker und Medizintheoretiker
- Hüttmann, Heinke, deutsche Schauspielerin
- Hüttmann, Heinrich (1868–1928), deutscher Politiker (SPD, USPD), MdR, MdL
- Hüttmann, Jens (1975–2020), deutscher Politikwissenschaftler
- Hüttmann, Matthias (* 1963), deutscher Journalist und Übersetzer
- Hüttmann-Stoll, Susanne (* 1959), deutsche Juristin, Richterin am Bundessozialgericht
- Hüttmayr, Anton (* 1957), österreichischer Politiker (ÖVP), Landtagsabgeordneter, Mitglied des Bundesrates

#### Huttn
- Hüttner zu Pirk, Heinrich Eduard von (1837–1919), sächsischer Politiker und Rittergutsbesitzer
- Hüttner, Alfred (1874–1947), deutscher Jurist, Präsident des OLG Dresden
- Hüttner, Bernd (* 1966), deutscher Politikwissenschafter, Autor und Medienexperte
- Hüttner, Friedrich (1940–2021), deutscher Fußballspieler
- Huttner, Gottfried (1937–2021), deutscher Chemiker
- Hüttner, Gottlieb von (1787–1854), deutscher Postbeamter
- Hüttner, Hannes (1932–2014), deutscher Kinderbuchautor
- Hüttner, Hans (1885–1956), deutscher Generalmajor im Zweiten Weltkrieg
- Hüttner, Johann (* 1939), österreichischer Literatur- und Theaterwissenschaftler
- Hüttner, Lorenz (* 1934), deutscher Prälat
- Hüttner, Manfred (1930–2017), deutscher Wirtschaftswissenschaftler
- Huttner, Markus (1961–2006), deutscher Historiker
- Hüttner, Martin (* 1928), deutscher Historiker
- Hüttner, Michael (* 1959), deutscher Politiker (SPD), MdL
- Hüttner, Peter (* 1945), schwedischer Schauspieler und Autor
- Huttner, Ulrich (* 1965), deutscher Althistoriker
- Hüttner, Valerian (* 2001), österreichischer Fußballspieler
- Huttner, Wieland B. (* 1950), deutscher Wissenschaftler und Hochschullehrer

#### Hutto
- Hutto, Earl Dewitt (1926–2020), US-amerikanischer Politiker
- Hutto, J. B. (1926–1983), US-amerikanischer Blues-Gitarrist
- Hutton, Alan (* 1984), schottischer Fußballspieler
- Hutton, Allister (* 1954), britischer Langstreckenläufer
- Hutton, Ashley (* 1987), nordirische Fußballspielerin
- Hutton, Barbara (1912–1979), US-amerikanische Millionärin, Erbin von Frank Winfield Woolworth (Gründer der Kaufhauskette Woolworth)Barbara Hutton (1912–1979)

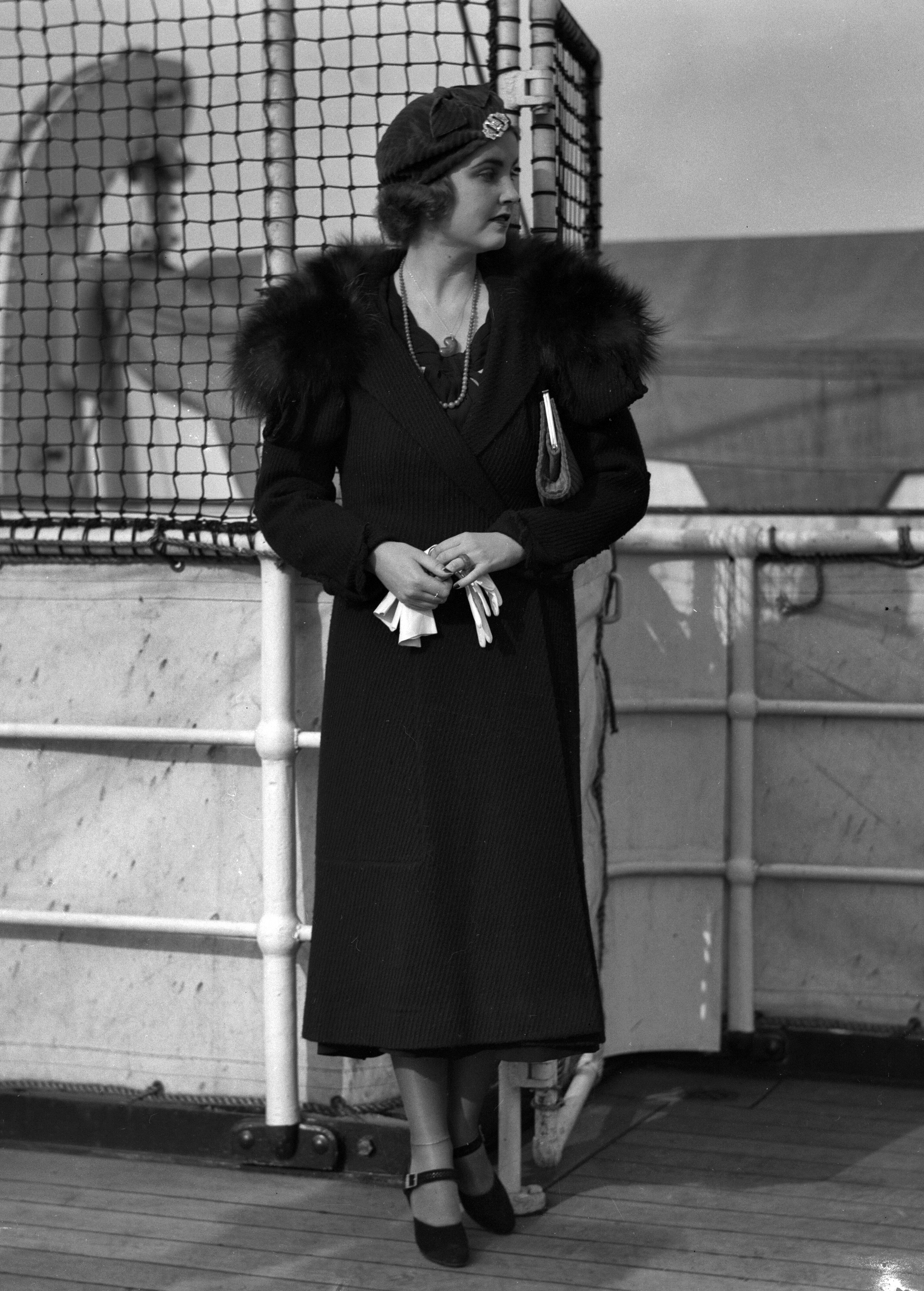
Barbara Hutton (1912–1979)

- Hutton, Beatrice (1893–1990), australische Architektin
- Hutton, Ben (* 1993), kanadischer Eishockeyspieler
- Hutton, Betty (1921–2007), US-amerikanische Schauspielerin
- Hutton, Brian G. (1935–2014), US-amerikanischer Filmregisseur und Schauspieler
- Hutton, Brian, Baron Hutton (1931–2020), britischer Politiker und Jurist
- Hutton, Caroline Amy (1861–1931), britische Klassische Archäologin
- Hutton, Carter (* 1985), kanadischer Eishockeytorwart
- Hutton, Charles (1737–1823), englischer Mathematiker
- Hutton, Edward (1848–1923), britischer Generalleutnant
- Hutton, Edward Francis (1875–1962), US-amerikanischer Geschäftsmann
- Hutton, Frederick Wollaston (1836–1905), britischer Geologe und Zoologe
- Hutton, George (1801–1870), Lehrer für Gehörlose
- Hutton, Ina Ray (1916–1984), US-amerikanische Bigband-Leaderin
- Hutton, Isabel Emslie (1887–1960), schottische Ärztin und Autorin
- Hutton, James (1726–1797), schottischer Naturforscher und GeologeJames Hutton (1726–1797)

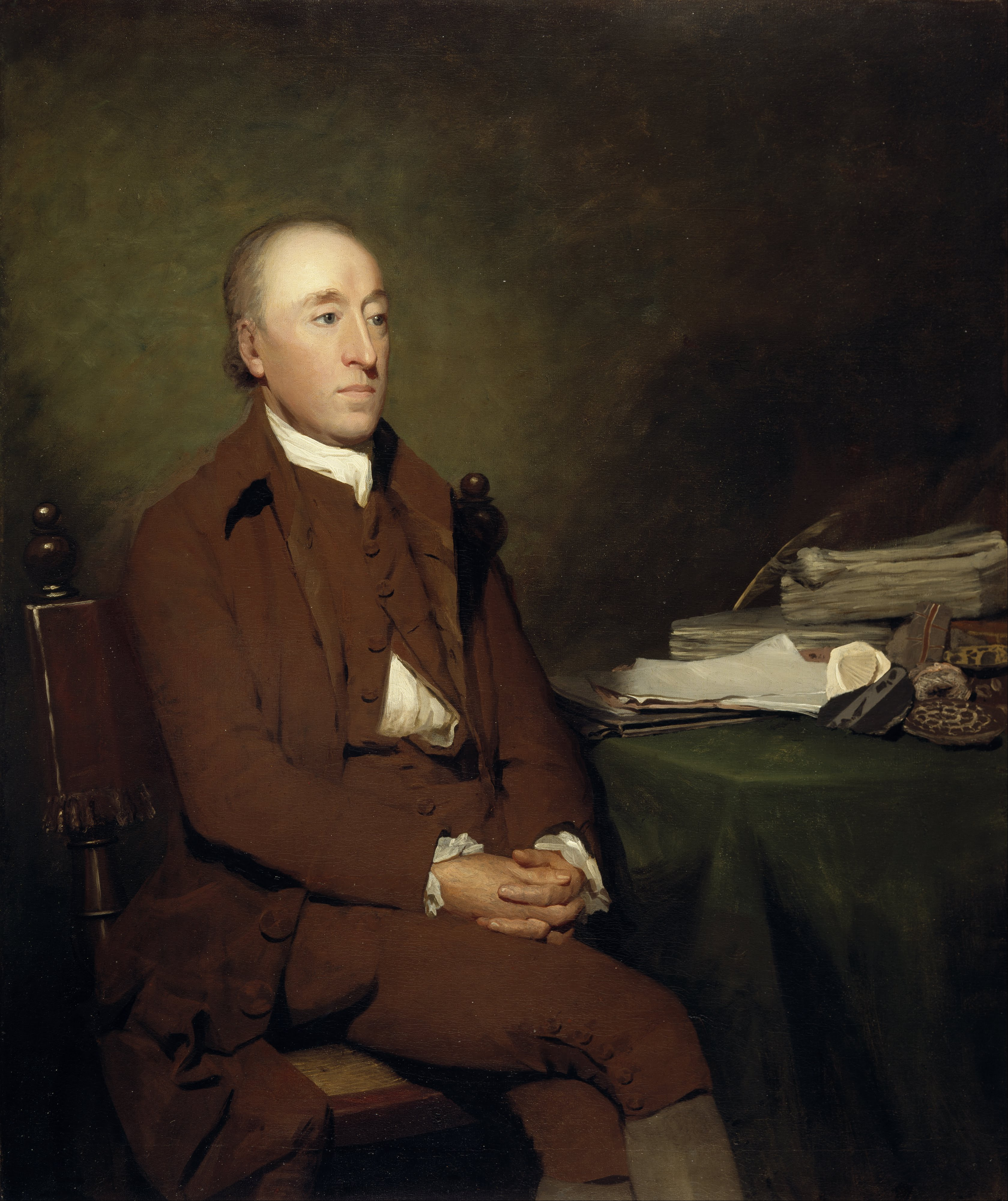
James Hutton (1726–1797)

- Hutton, James Scott († 1891), Rektor in Halifax
- Hutton, Jasmine (* 1999), englische Squashspielerin
- Hutton, Jeremy Michael (* 1976), US-amerikanischer Hebraist
- Hutton, Jim (1934–1979), US-amerikanischer Film- und Fernsehschauspieler
- Hutton, John (* 1955), britischer Politiker (Labour), Mitglied des House of Commons
- Hutton, John E. (1828–1893), US-amerikanischer Politiker
- Hutton, John Henry (1885–1968), britischer Ethnologe
- Hutton, Jonathan, britischer Zoologe und Biogeograph
- Hutton, June (1920–1973), US-amerikanische Sängerin
- Hutton, Kurt (1893–1960), deutsch-britischer Fotograf und Fotojournalist
- Hutton, Kyle (* 1991), schottischer Fußballspieler
- Hutton, Lauren (* 1943), US-amerikanische Schauspielerin
- Hutton, Len (1908–1979), kanadischer Weitspringer
- Hutton, Louisa (* 1957), britische Architektin
- Hutton, Marion (1919–1987), US-amerikanische Sängerin und Schauspielerin
- Hutton, Mick (* 1956), britischer Jazz-Bassist
- Hutton, Pascale (* 1979), kanadische Schauspielerin
- Hutton, Ralph (* 1948), kanadischer Schwimmer
- Hutton, Robert (1872–1920), britischer Sportschütze
- Hutton, Robert (1920–1994), US-amerikanischer Film- und Fernsehschauspieler
- Hutton, Sarah (* 1948), britische Philosophie- und Wissenschaftshistorikerin
- Hutton, Timothy (* 1960), US-amerikanischer SchauspielerTimothy Hutton (* 1960)

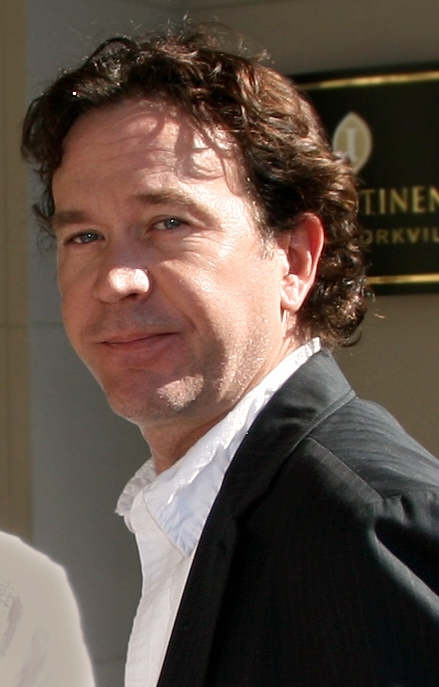
Timothy Hutton (* 1960)

- Hutton, Will (* 1950), britischer Autor und Publizist
- Hutton, William E. (1845–1934), US-amerikanischer Börsenmakler
- Hutton-Mills, Thomas senior (1865–1931), ghanaischer Politiker

#### Huttr
- Huttrop, Leo (1887–1972), preußischer Landrat

#### Huttu
- Huttula, Gerhard (1902–1996), deutscher Trickfilmtechniker und Kameramann
- Huttunen, Eevi (1922–2015), finnische Eisschnellläuferin
- Huttunen, Nisse (* 1974), finnischer Volleyballspieler
- Huttunen, Olli (1915–1940), finnischer Skisportler
- Huttunen, Olli (* 1960), finnischer Fußballtorhüter und Fußballtrainer

### Hutu
- Ḫutupiyanza, hethitischer Feldherr und Statthalter der Länder Pala und Tumana

### Hutw
- Hutwelker, Günter (* 1964), deutscher Fußballspieler
- Hutwelker, Karsten (* 1971), deutscher Fußballspieler und -trainer

### Huty
- Hutyra, Róbert (1944–2021), tschechoslowakischer Radrennfahrer

### Hutz
- Hütz, Ehrhard (* 1949), deutscher Maler, Illustrator und Künstler
- Hütz, Eugene (* 1972), US-amerikanischer Musiker und SchauspielerEugene Hütz (* 1972)

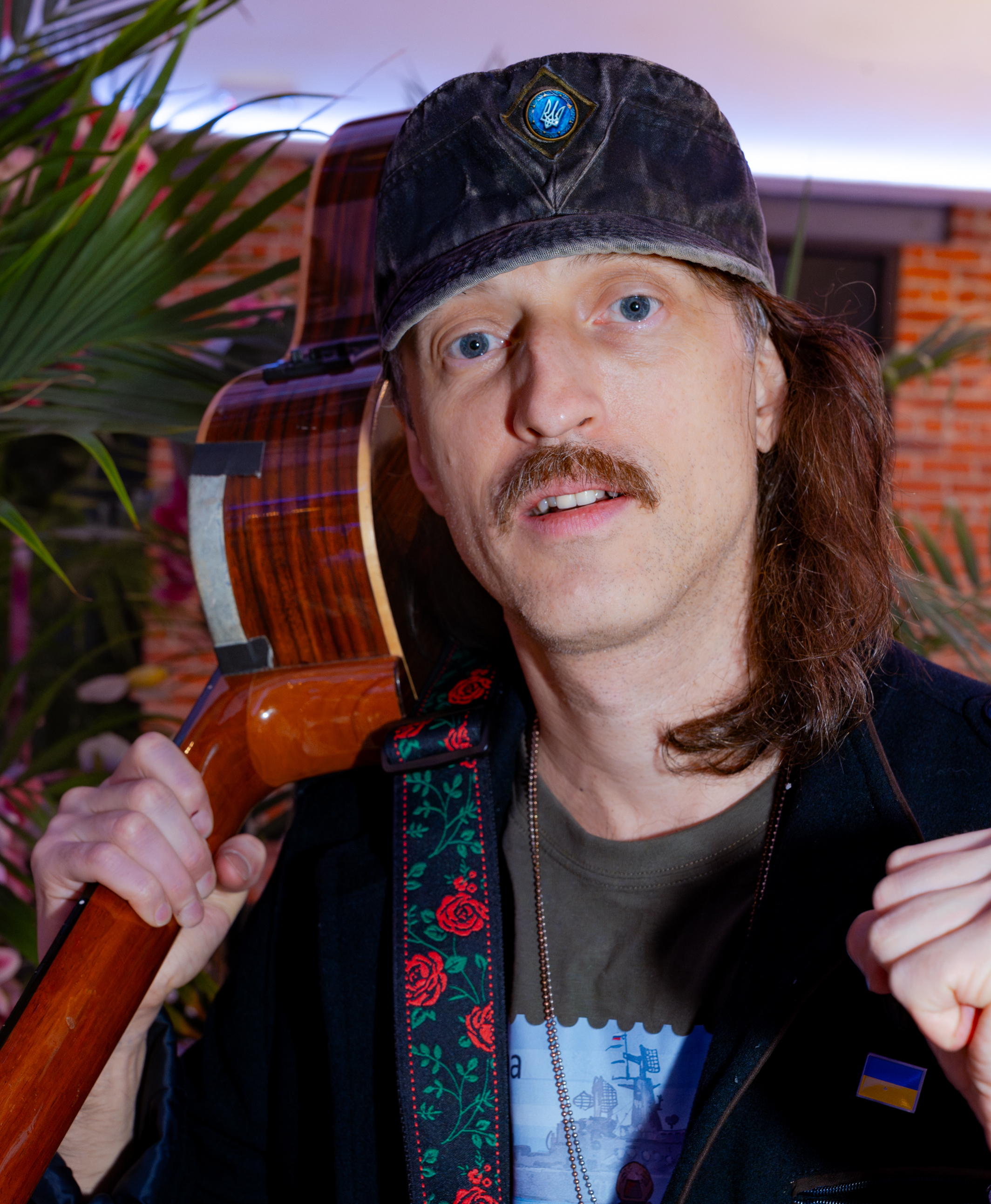
Eugene Hütz (* 1972)

- Hütz, Joseph (1802–1878), bayerischer Generalleutnant und Gouverneur von Ingolstadt
- Hutz, Leonhard, deutscher Drucker
- Hutzajt, Wadym (* 1971), ukrainischer Säbelfechter und Politiker
- Hutze, Martin (1894–1968), deutscher Politiker (parteilos)
- Hutzel, Andreas (* 1968), deutscher Schauspieler
- Hutzel, Gary (1955–2016), US-amerikanischer Spezialeffektkünstler
- Hutzelmann, Emma (1900–1944), deutsche Kommunistin und Widerstandskämpferin gegen das NS-Regime
- Hutzelmann, Hans (1906–1945), deutscher Kommunist und Widerstandskämpfer gegen das NS-Regime
- Hutzelmann, Helmut (1943–1993), deutscher Politiker (CSU), Landrat des Landkreises Roth und Mitglied des Präsidium des Bayerischen Landkreistages
- Hützen, Paul (* 1991), deutscher Hammerwerfer
- Hutzenlaub, Lucinde (* 1970), Kolumnistin und Autorin
- Hutzier, Wilhelm († 1717), Maler bzw. Illuminator kirchlicher Innenausstattungen in Westfalen
- Hutzinger, Otto (1933–2012), österreichischer Chemiker
- Hutzler, Georg (* 1909), deutscher Mundartdichter
- Hutzler, Moses (1800–1889), deutsch-US-amerikanischer Unternehmer
- Hutzler, Sara (1853–1893), amerikanisch-deutsche Schriftstellerin
- Hutzler, Thilo (* 1964), deutscher Spieleautor
- Hutzli, Stefan (* 1998), Schweizer Unihockeyspieler
- Hutzschenreuter, Thomas (* 1971), deutscher Wirtschaftswissenschaftlern und Hochschullehrer (Technische Universität München)